# Re:ゼロから始める異世界生活
『Re:ゼロから始める異世界生活』（リ・ゼロからはじめるいせかいせいかつ、英: Re: Life in a Different World from Zero, Re:Zero -Starting Life in Another World-）は、長月達平による日本のライトノベル。略称は「リゼロ」。本編のイラストは大塚真一郎が担当している。小説投稿サイト「小説家になろう」にて2012年4月より連載が始まり、MF文庫J（KADOKAWA）より2014年1月から刊行されている。なお、MF文庫Jにおいて「小説投稿サイトで連載されていた作品の書籍化」は本作が初である。
また、『月刊コミックアライブ』において2014年6月号からリゼロ外伝『ゼロから始まる英雄譚』の連載が開始された。
2023年3月時点で電子版を含めた全世界シリーズ累計発行部数は1300万部を突破している。『このWeb小説がすごい！』全Web小説ベストランキングでは2位。『このライトノベルがすごい！』2017年版では文庫部門第2位。『SUGOI JAPAN Award 2017』ではアニメ部門・ラノベ部門の2部門で1位を獲得した。
メディアミックスとしてコミカライズやアニメ化もされ、テレビシリーズ3期、OVA2作が制作されている。

## あらすじ

### 本編
第一章『怒涛の一日目』（文庫第1巻、アニメ第1期 第1話 - 第3話、）
コンビニ帰りに突如、異世界に召喚された引きこもり高校生の少年ナツキ・スバルは、早々と命の危機に見舞われる。その窮地を救ってくれた、ネコ型精霊パックをお供につれた、サテラと名乗るハーフエルフの銀髪少女に恩返しをするため、スバルは彼女の物探しに協力する。
フェルトという名の少女に奪われたという徽章の手がかりが掴めたと思った矢先、2人は暗闇の中で何者かに襲撃され命を落としてしまう。
目を覚ましたスバルは、召喚された時点に戻っていた。それから何度かの死を繰り返すうち、スバルは自分がこの世界である能力を得たことを知る。その能力は、自身の死により時間を巻き戻して記憶を引き継げる、タイムリープ能力「死に戻り」だった。スバルが「サテラ」に再会して話しかけた際、彼女がその名を知らなかったことから、彼女は「前の周回」で偽名を使っていたのだと気づく。
その後、紆余曲折を経て、ついに徽章を奪った少女フェルトを追いつめたが、スバルはまたしても彼女の依頼主『腸狩り』 エルザ・グランヒルテに惨殺されてしまう。さらなる「死に戻り」を経た後、「サテラ」、『剣聖』 ラインハルトの加勢もあってエルザを退け、ようやく最初の死のループから逃れることに成功する。
「サテラ」の命を救った礼として、彼女に名前を教えてほしいと頼んだスバルは、彼女の本名がエミリア であることを教えてもらうが、その直後エルザからもらった腹の傷が開いて倒れてしまう。

第二章『激動の一週間』（文庫第2巻 - 第3巻、アニメ第1期 第4話 - 第11話）
エルザによる負傷から回復し、メイザース辺境伯ロズワールの屋敷で目覚めたスバルは、エミリアのそばにいるため、昨日の一件の謝礼として屋敷で雇ってもらうことを要求する。鬼族のメイド姉妹レムとラムに叱咤されながらも順調に使用人として働いていたスバルは、その3日後、エミリアとのデートを約束し眠りに就くが、彼に翌日が訪れることはなかった。
屋敷で目覚めた初日の朝に戻っていたことに気づいたスバルは、動揺しながらも、「死に戻り」のセーブ地点が変更されていることや、前回の死因が呪いであったことに気づくが、今度は屋敷の中で何者かに撲殺されてしまう。
次のループで屋敷を外から監視し襲撃者を見つけ出そうとするが、メイドのレムに逆に襲撃される。レムは、その体格に見合わぬ巨大なモーニングスターで彼を追い詰め死亡させる。
信頼していたメイドが自分を撲殺した犯人であったという事実、一章の死に戻りと同じ回数だけ死んでしまったことから次に死亡すると戻れないかもしれないという恐怖で、スバルは次の周回をロズワールに与えられた自室に引きこもって過ごす。呪いにかかることはなく5日目の朝を生きたまま迎えることができたスバルだったが、その代わりにレムが呪いより死んでしまう。すなわち、呪術師とレムによる撲殺は別件であった。スバルが間者である可能性が高かったことや、「魔女の残り香」を漂わせていたことがレムの疑いの原因だったのだ。ヒステリーを起こしたラムにスバルは殺されかけるが、禁書庫の司書ベアトリスの協力で命を拾う。落ち着きを取り戻したスバルは、メイドたちに何度も殺されてなお、自分が屋敷の暮らしを愛していたことを再確認し、時を巻き戻して全員を救うため崖から身を投げる。
ベアトリスの協力により、スバルはあえて呪いをかけられることで呪術師の正体が魔獣であることを暴く。しかし時既に遅く、腹をすかせた魔獣たちに近所のアーラム村の子供達はさらわれてしまっていた。
スバルは森の中に入り子供達を助けるが、魔獣たちに無数の呪いをかけられ、手詰まりに陥る。魔獣を皆殺しにしスバルを救うべく森に入ったレムを援護するため、スバルとラムは彼女の後を追うが、レムと共に魔獣たちに取り囲まれる。満身創痍となってなお彼女たちを逃がそうと、スバルは唯一覚えた魔法「シャマク」で魔獣に隙を作る。それを空から発見したロズワールが駆けつけ、魔獣たちを掃討する。

第三章『再来の王都』（文庫第4巻 - 第9巻、アニメ第1期 第12話 - 第2期 第26話）
魔獣は討伐したものの、体に何重にも重なって残った呪いにより、スバルはマナの流れが澱んでしまう。エミリアが王選開始の式典に参加するため、およびスバルを水の治癒術師フェリスに治療してもらうため、スバル一行は王都を再び訪れる。
エミリアと交わした約束を破り、王選関係者の式典に乱入したスバルは騎士ユリウスと実質的な私闘を行い、禁止されていたシャマクを使った末に敗北する。
度重なるすれ違いや思いの齟齬、そして何よりも精霊術師であるエミリアにとってかけがえのないものである約束を軽んじてしまったスバルはエミリアと認識の違いを決定的なものとしてしまう。治療の完了をもって関係を解消すると言い渡しスバルと決裂したエミリアは、スバルとレムを王都に残し、ロズワールとともに屋敷へと戻る。
その数日後、魔女教の脅威がロズワール領に迫っていることに気づいたスバルは、エミリアたちを救うべく何度も動くが、ペテルギウス率いる魔女教と折悪く現れる白鯨に阻まれてしまう。
魔女教、白鯨の脅威に対抗すべく王選候補者たちに協力を仰いだスバルだったが、彼の言動からその本音を垣間見た候補者たちからは次々に断られてしまう。万策尽きたスバルはレムだけでも助けようと彼女とともに国外へ逃げ出そうとするが、レムの説得により覚悟を改め、もう一度運命に立ち向かうことを決める。
スバルは繰り返したループの中で得た様々な情報の断片から、クルシュ陣営が白鯨の討伐を目論んでいることを看破し、前回のループで得た正確な白鯨の出現位置と時間を伝え、クルシュおよびアナスタシア陣営に討伐隊の派兵を要求し、交渉に成功する。
死闘の果てに白鯨を討伐したスバルたちは、ヴィルヘルム、ユリウス、フェリスらを率いて魔女教の討伐に乗り出す。幾度となく殺されながらも、他人の精神に乗り移るペテルギウスの正体が邪精霊であることを見破り、ついに討伐に成功する。エミリアを含む村の人々を魔女教の脅威から救いだしたスバルは、エミリアに再び自身の行動の原理を問われ、自分の想いを告白する（このシーンでアニメ第1期は終了し、このシーンからアニメ第2期が開始）。
一方その頃、白鯨討伐後、王都への帰途についていたクルシュとレムは、突如魔女教のレグルスとバテンカイトスの襲撃を受け、暴食の権能による作用で、クルシュは記憶喪失、レムは存在を忘れられた眠り人となってしまう。死に戻りの起点の更新によってレムを救うことができないと知ったスバルは、彼女を取り戻すべく魔女教「暴食」を倒すことを決意する。

第四章『永遠の契約』（文庫第10巻 - 第15巻、アニメ第2期 第27話 - 第50話）
魔女教の襲撃から避難して以来、帰還しないアーラム村の人々とロズワール。スバルらは彼らがいるとされる特殊な結界に覆われた地「聖域」へ向かうことになる。
結界に閉じ込められた人々は、アーラム村の人々を人質とし聖域の解放を要求していた。彼らを救うため、魔女エキドナによる結界を解除するための試練にエミリアが挑むが、精神に大きな揺さぶりをかけてくる試練を一つも攻略できないまま彼女は疲弊していく。スバルはエミリアの神経衰弱、エルザによる屋敷の襲撃、聖域を襲う豪雪と魔獣大兎、スバルから魔女の残り香を察知した聖域一の実力者ガーフィールの妨害、それらの全てを攻略するため死に戻りを重ねる。
実は、ロズワールはエキドナに与えられた『世界の記憶』の複製『叡智の書』によりスバルが世界をやり直す能力を持つことを知っており、彼をエミリアに忠実な騎士とすべく、策を巡らせていた。エミリアによるものだと聖域住民に疑われていた大雪も、彼が発生させていた。膨大なマナを使うことで、大兎を引き寄せるとともに、エミリアにあらぬ疑いをかけさせることで、スバルにさらなる困難を与えようとしていたのである。自らはループ先に記憶を残すことはできないにも関わらず、スバルがまだ死を恐れない駒となっていないことを悟ると、ためらいなく彼は破滅的な自死を選び、スバルにやり直しを強要する。
過去に違う選択をしていたら生まれていたであろう「もしも」の世界を見せられるというエキドナの第二の試練に意図せず挑んでしまったスバルは、今まで考えないようにしていた「自分が死亡した」後で悲しみに暮れる周りの人々を目の当たりにし、死に戻りは皆を救っていたのではなく、「死んだ世界」の皆を切り捨てていただけかもしれないと不安になる。エキドナは彼を励まし、状況を打開できず弱った彼に、彼の人生を観測する代わりに助言を与えるという契約を持ちかける。しかし、ほかの魔女たちがエキドナは自らの知識欲を満たすため助言とは名ばかりの口八丁でスバルにループを繰り返させかねないことを示唆する。さらにそれを問い詰めた際のやりとりで、エキドナは他人に共感や優しさといった感情を抱かない常人には理解しがたい精神性を持つことを知る。
危険が予想されるエキドナとの契約は断ったものの、再び八方塞がりとなったスバルは孤独に死に戻りを繰り返すことで自分以外の誰も傷つかないようにするしかないと思い詰める。だが、その姿を見かねたミネルヴァやサテラに、第二の試練で見たように自分もまた周りの人に大切にされていることを認め、自分をもっと大切にするよう説得される。
仲間たちの力に頼ればこの窮地を脱することができると確信したスバルは、ロズワールに「この周回」で困難を突破できなければロズワールに素直に従う、ただしもしできたなら彼の持つ『叡智の書』を捨ててもらう、という契約を交わす。オットーやパトラッシュの力を借り、またラムの協力も得て、ガーフィールを撃破し、エミリアに心からの親愛を伝えて彼女を精神的に支える。さらにガーフィールが外の世界に抱く恐怖を乗り越えさせて味方とし、屋敷にてエルザを撃退、魔獣使いメィリィを捕縛する。そして焼け落ちる屋敷と運命をともにしようと自暴自棄になっていたベアトリスを救い出し、試練を突破したエミリア、ベアトリスと協力して大兎を討伐する。
ロズワールはラムとの戦いで叡智の書が失われたことで、もう周りの被害を考えずに動くことはないと約束し、とりあえず陣営は1つにまとまった。
この騒動ののち、スバルは正式にエミリアの騎士に選ばれ、彼女を支えることを誓う。

第五章『歴史を刻む星々』（文庫第16巻 - 第20巻、アニメ第3期 第51話 - ）
聖域の事件の1年後、王選候補者たちはアナスタシア主催のもと、水門都市プリステラで会合を行う。
するとそこに残存するすべての大罪司教が来襲し、瞬く間に水門都市の都市機能を奪われてしまい、町全体を人質と取られてしまう。候補者たちは臨時の共同戦線を張ることで都市機能を奪還、強欲の大罪司教レグルスを殺害し、憤怒の大罪司教シリウスを捕囚することに成功する。
しかし、色欲の大罪司教カペラによって都市庁舎にいたプリステラ市民は蝿や黒龍へと姿を変えられ、また、カペラの龍の血をかけられたクルシュは醜い姿に変貌してしまう。さらに、暴食の権能によりユリウスは名前を奪われ、彼の弟ヨシュアを含む多数のものが眠り人となる。また、戦闘のためアナスタシアと一時的に精神を入れ替えたエキドナが、アナスタシアから出られなくなるという事態に。
ユリウスとレムの存在を取り戻し、アナスタシアを解放するための手がかりを得るべく、スバルは賢者シャウラが住むと言われる前人未到の領域、プレアデス監視塔を目指すことを決める。

第六章『記憶の回廊』（文庫第21巻 - 第25巻）
襲いかかる強力な魔獣、塔から容赦なく降り注ぐ光の矢などの幾多の障害を乗り越えてプレアデス監視塔へと辿り着いたスバル達はそこで「賢者フリューゲルの弟子」を名乗る少女、シャウラと出会う。
スバルのことを師匠と慕うシャウラからプレアデス監視塔の全容を聞かされたスバル一行は、塔に存在するという3つの試練に挑むことになる。
2つ目の試練で現れた初代剣聖レイド・アストレアを突破するためにスバル達は作戦会議を行うが、一夜明けるとスバルは記憶を失っていた。
誰が敵で誰が味方かがわからない状態で死に戻りを繰り返しているうちに、記憶喪失の原因が三層タイゲタの書庫からつながる「記憶の回廊」に潜んでいた暴食の大罪司教ルイ・アルネブであること、プレアデス監査塔を同時に4つの困難が襲い掛かってきていることが判明する。
4つの困難に立ち向かいながら死に戻りを重ねるうちに、「ナツキ・スバル」の死者の書を発見、それを読むことによって、記憶喪失のスバルと記憶を奪われる前のスバルが融合し、ルイ・アルネブを撃退。その後、仲間と力を合わせて、4つの困難を突破する。
その後、緑部屋で眠っていたレムの前に、廃人と化したルイが現れる。スバル、レム、ルイの3人は突如現れた黒い影に飲み込まれ、見知らぬ森の中に転移した。そして、レムが記憶を失った状態で目を覚ます。

第七章『狼の国』（文庫第26巻 - 第33巻）
見知らぬ森、そこはルグニカ王国と敵対している国ヴォラキア帝国だった。魔女の残り香によってスバルに不信感を抱くレム、次々と襲い掛かる死の刺客に苦しめられるスバル。
ルグニカに戻るために帝都を追われた第77代皇帝ヴィンセント・アベルクス（ヴィンセント・ヴォラキア）と共闘し、帝都に向かうことに。
クーデターを起こした偽の皇帝に対抗するため、帝国の懐刀ともいえる九神将を仲間にするため、帝国各地を回るスバル一行。その道中で訪れた帝都カオスフレームにてスバルは九神将のひとりオルバルトによって幼児化させられてしまう。九神将のひとりヨルナを味方につけることはできたものの、スバルは黒い影に飲まれ、剣奴孤島に転移させられてしまう。そこで襲い掛かる帝国の刺客により死を繰り返すうちに、死に戻りからのセーブポイントに異変が生じていることが発覚。サテラがスバルを見失っていることに気づいたため、禁忌である死に戻りの口外を繰り返すことで、サテラに見つけてもらうことに成功。剣奴孤島のループを突破し、帝国最強の存在であるセシルスを味方にすることに成功。
一方、スバルを探すため、帝国に密入国したエミリア一行も同じく帝国に密入国したプリシラ一行、アベル一行とともに帝都を目指す。
帝都での最終決戦が繰り広げられる中、ついに本物の皇帝であるアベルと皇帝に化けた九神将のひとりチシャが水晶宮で対峙する。ところが、突如襲ってきた謎の光によってチシャはアベルをかばい死亡する。そこには死んだはずの九神将バルロイや選定の儀によって死んだはずのラミアの姿が・・・。
　
第八章『ヴィンセント・ヴォラキア』（文庫第34巻 - 38巻）

第九章『名も無き星の光』（文庫第39巻 - ）

### 外伝
小説EX 獅子王の見た夢
王選候補者クルシュの過去と王になることを望む経緯が描かれる。

小説EX2 剣鬼恋歌
剣鬼と1人の少女の運命の出会いと別れの物語。

Web小説番外編
2016年4月1日から、スバルが異なる選択をしていた場合のIFストーリーがWeb版に掲載されている。
ゼロカラカサネルイセカイセイカツ
第四章でエキドナと契約を交わしたスバルが、周りの人が誰も傷つかない最善手を追い求めて、無数の死に戻りを繰り返していく。
しかしそれは、彼らに起こる苦難を未然に全てスバルが取り除くということでもあり、スバルの周りの人々が精神的成長の機会を奪われてしまうということを意味していた。試練を乗り越えられなかったエミリアは精神が不安定となったため頻繁にヒステリーを起こすようになり、禁書庫を失ったベアトリスはエキドナへの罪悪感に苛まれ続ける。さらにスバルはプリステラ戦を乗り切るため、フェルトにカララギへの亡命を唆し実行させ、失意のラインハルトを陣営に取り込む。
スバルはそんな彼らの不幸を見ながらも、命さえあればいつか幸せになれると信じ、最善の世界のためにますます簡単に死に戻りを選ぶようになっていく。
ゼロカラアヤマツイセカイセイカツ
第一章でトンチンカン3人組に襲われた際、ラインハルトに助けられる事なく死に戻りを続けたスバルは、エミリアを除くあらゆるものへの関心を捨て、エミリアを王とするために手段を問わず暗躍するようになる。エミリアに功績を与えるため、全大罪司教を討伐したり、王選の対立候補を潰したりしていくが、エルザやメイリィ、ロズワール、フェリックスといった手駒を全て使い尽くしてもラインハルトだけは倒すことができなかった。しかし、ルグニカを壊滅させることで彼の「剣聖としての名誉」ならば貶めることができると考えたスバルは、ルグニカ中を燃やし尽くす火を放つ。炎に包まれる王都でエミリアと再会したスバルは、傲慢の大罪司教を名乗ったのち彼女に殺される。
ゼロカラオボレルイセカイセイカツ
第二章における、スバルの代わりにレムが魔獣によって殺された周回で、ベアトリスの助けによりスバルはラムの追撃から逃げ切る。直前の周回で、信頼関係を築けていたと思っていたレムに実は忌み嫌われていたことがトラウマとなり、スバルは自分への態度を変えうるあらゆるものに恐怖し、それを目ざとく察知し、可能であれば躊躇いなく殺害するという、極めて臆病な性格を持つようになる。逃げ延びた先のカララギで、その疑い深い性格、死に戻りの力、元の世界の知識を用いて、スバルはハリベル、セシルスらを幹部に据えた、自らを絶対的な君主とする巨大な秘密結社を作り上げる。そしてその力とパックの協力によってロズワール邸を壊滅させ、エミリアを誘拐する。
しかし、スバルらの活動はルグニカにも無視できないレベルとなっており、ラインハルトを筆頭とする討伐隊が送られて、結社は壊滅。長いスバルとの生活により、スバルに半ば依存に近い愛情を抱くようになっていたエミリアは、ラインハルトを撃退、スバルとともに逃げようとする。しかし、スバルはエミリアが自分を今まで許していたのはひとえに彼女の優しさのためだと思っていたため、その「態度の変化」に恐怖し、彼女を拒絶する。
エミリアを置き去りにしたスバルは、唯一自分への態度をずっと変えなかった者の元へ急ぐ。それは、ロズワール邸から逃げ出して以降、スバルに復讐心と殺意を抱き続けたラムであった。彼女に殺してもらうため、スバルはラムを独房から解放する。
ゼロカラツギハグイセカイセイカツ
第六章でルイによって異世界に転生して以降の記憶を奪われたスバルは、仲間から伝えられるこれまでの『ナツキ・スバル』の活躍と、それにひきかえ無力に死に戻りを繰り返す自分に苦悩し、彼の人格さえ取り戻せば全ての問題を解決してくれると考えるようになる。そのために、死に戻りによりすべてやり直せることを利用し、仲間たちを自ら手にかけその「死者の書」を閲覧することで、仲間たちの目からみた『ナツキ・スバル』を集め彼の人格を再現しようとする。彼は手始めに、シャウラを味方につけ、塔にいた仲間たちを殺害するが、襟ドナのみは逃げ出すことに成功する。彼らは塔を出て、道中に出会ったオットーの弟であるレギンと、彼の村の村人たちのうち、自分のことを知らなかった少女以外の全員を殺害、襟ドナを追跡する。
プリステラに逃げ戻った襟ドナは、王選候補者たちを集め塔で起こったことを伝える。だがスバルはこの状況を読んでおり、プリステラの水門を破壊して街全体を水没させ、襟ドナ/アナスタシア、及び「鉄の牙」の面々を濁流に飲み込む。更に、自らの姿をあえて見せることで混乱したガーフィールを、続いてオットーを殺害し、策謀を巡らせてラインハルトの追撃から逃れる。
ラインハルトと、最後にシャウラを殺し、『ナツキ・スバル』を取り戻すことができたなら、そのときこそ手にかけてきた皆に贖罪できると感じながら、スバルとシャウラ、それにスバルの頭の中に再現された仲間たちの疑似人格は旅を続けていく。

スバルとレムのカララギでの生活
第三章で死のループから背を向けてレムと共に歩んだスバルと彼らの子供たちの未来の物語。Web小説のみに掲載されており、投稿日は第163部分を除き、2月3日となっている。
各話リスト
| 章                    | 部分      | タイトル                                         | 投稿日       |
| --------------------- | --------- | ------------------------------------------------ | ------------ |
| 第三章 再来の王都     | 第163部分 | 第三章断章『ナツキ・レム』                       | 2013年4月1日 |
| 第四章 永遠の契約     | 第256部分 | リゼロEX『鬼も幸福も』                           | 2014年2月3日 |
| 第五章 歴史を刻む星々 | 第364部分 | リゼロEX『フォーチュンロール・ラプソディ』       | 2015年2月3日 |
| 第六章 記憶の回廊     | 第428部分 | リゼロEX『ナツキ・リゲル』                       | 2016年2月3日 |
| 第六章 記憶の回廊     | 第431部分 | リゼロEX『フォーチュン・フィッシュヘッドツリー』 | 2017年2月3日 |
| 第六章 記憶の回廊     | 第444部分 | リゼロEX『フォーチュン・セツブンホロゥ』         | 2018年2月3日 |

## 登場人物
特に記載がない場合、声はアニメ版の担当声優を示す。

### エミリア陣営
ナツキ・スバル（菜月 昴）
声 - 小林裕介
本作の主人公。黒の短髪、平凡な顔立ち、筋肉質のがっちりした体格の持ち主である少年。足は一般的な日本人よりも速く「強敵の囮に関して、ルグニカ王国で俺に勝てるやつはいない」と豪語する程速い。目つきの悪さ（三白眼）が特徴である。
年齢は17歳（開始時点）。父と母の三人家族。学校へは登校せずに好きなだけ寝て遊ぶ怠惰な生活を送っていた。座右の銘は「やるかやらないか迷ったらやらない」。いわゆる中二病の傾向があり、神話や星の名前などに詳しく、それにより大罪司教の権能を知ることが出来た。中学生時代、剣道部に所属していたこともあり、街のチンピラ3人に素手でケンカに勝つ程度の度胸と腕っ節はあるものの、際立った身体的な特技などはないが、聖域の一件から1年後には日々の鍛錬によって身体能力が向上し、ある程度の戦闘をこなせるようにまで成長する。空気を読まず、ふざけた態度で人の神経を逆撫でするような性格だが、一方で情に厚く大事な人たちを守るためなら自らを省みない。その為、ペトラを始めとするアーラム村の子供達に懐かれたり、交流を深めた人々から信頼されていくようになる。
深夜、コンビニで夜食を買った帰りにいきなり異世界へ召喚され、困惑していたところをなんの見返りもなしに助けてくれたエミリアに好意を抱き、以降は彼女を守ることを何よりも優先する。一方で、惜しみない愛情と期待を寄せてくれるレムのこともその次に大切に思っており、彼女の存在は死に戻りという孤独な戦いの中で、彼の大きな心の支えとなっている。
唯一与えられた特殊能力である『死に戻り』という能力を駆使して、周囲の人々を死の運命から救い出すために奮闘する。しかし、『死に戻り』の能力に関することを他人に話そうとすると、謎の黒い手によって心臓を握り潰されそうな激痛に襲われるため口に出すことができずにいる。また、激痛を無視してエミリアに『死に戻り』を明かした際には、スバルではなくエミリアの心臓が握りつぶされてしまった。『死に戻り』を繰り返すたびに、魔女が放つと言われる特有の匂いが濃くなるようで、レムをはじめとする“匂い”に敏感な者たちに警戒を与えてしまう原因となっている。
陰属性の魔法に少し適性があり暗闇を生む魔法「シャマク」を使えるが、ゲートが制御不可能であるためマナ切れを起こしやすい。しかし物語中盤ではある程度制御が効くようになった。ガーフィールとの戦闘の際、ゲートの過度な使用により完全にゲートが潰れ、以後自力では魔法は一切使えなくなる。また、このことにより体内に溜まるマナを排出することができなくなったため、ベアトリスと手を繋ぐことで余ったマナを供給していることで、お互いに魔法を行使できる。聖域の一件から1年後には、鞭を武器にしており、ベアトリスとの鍛錬で編み出した世界から半歩だけ存在をずらすオリジナルの魔法を扱える程に成長する。
『魔女因子』と呼ばれるものに並々ならぬ適性を持つ。ペテルギウスやレグルスを殺害した際にはそれぞれ彼らの持っていた魔女因子が彼の中に入り込んでおり、のちに怠惰の権能『見えざる手』（のちに『インビジブル・プロヴィデンス』と命名）と強欲の権能『小さな王』（のちに『コル・レオニス』と命名）を使えるようになる。しかし、過度に使用すると猛烈な頭痛に襲われてしまう。プリステラでのカペラとの戦闘では、彼女に竜の血を負傷した右脚に垂らされ、同じく竜の血を身体に垂らされたクルシュに触れたことで、右半身のみ驚異的な治癒能力を獲得した。また、他者の記憶や名前を喰らう『暴食』の権能の効果がなぜか彼には一切及ばず、白鯨や『暴食』の大罪司教の餌食となった人のことを覚えている。
『このライトノベルがすごい！』男性キャラクター部門では2017年版で4位、2018年版で7位を獲得している。

エミリア
声 - 高橋李依
本作のヒロインの一人。人間とエルフの間に生まれたハーフエルフで、銀色の長い髪に紫紺の瞳を持つ美貌の少女。
火のマナを司る大精霊パックと契約し、低温の熱量による氷系統の魔法を好んで使う。ほかの微精霊とも契約関係にあり、四系統の魔法ならいずれも浅く使いこなせる『精霊術師』。ルグニカ王国の次期国王を選ぶ5人の王選候補者の1人。嫉妬の魔女と容姿が似ていることから世間から不当な差別を受けている。
最初のループで出会ったスバルに人々に恐れられる”嫉妬の魔女サテラ”の名を騙り、彼を騒動に巻き込まないよう気を回したり、あれこれ理由をつけながらも困っている者を見過ごせない心優しい性格。
7歳の時から、6年前まで、エリオール大森林で100年ほど氷の中で眠りについていた経緯から、実際年齢、外見年齢、精神年齢に大きなギャップがある。すなわち、実際年齢は約100歳、長命のエルフであるため外見年齢は18歳、精神年齢は14歳。
スバルと出会った当初は気を張って振る舞っていたが、本来は精神年齢相応の純粋無垢な性格。長い眠りにつく以前は、隔離的な生活を送っていたため、世情に疎く天然気味なところがある。過酷な境遇にめげない頑張り屋である反面、頑なに意地を通そうとするため良くも悪くも面倒くさい性格と評されている。スバルに親愛の情を抱いているが、異性としての好意についてはまだ理解していない様子だが、聖域の一件やスバルが自身の騎士に叙勲されてからは、彼に絶大なる信頼を置いている。さらに性知識に疎くキスをすると子どもが出来ると思っていた。
莫大なマナを扱うことができる力を秘めており、エリオール大森林の凍結は家族を失った彼女がそれを暴走させたことによるものである。しかし、彼女はその記憶を無意識に封じ込めており、彼女のマナを利用することで顕現しているパックも、彼女の心の安寧のためにそれを秘密にしていた。エキドナの『墓所』で自らの過去と向き合ってのちは、扱えるマナの量が飛躍的に増加し、氷の武器を多数生成し使い捨てながら戦う『アイスブランド・アーツ』を扱えるようになる。
『このライトノベルがすごい！』女性キャラクター部門では2017年版で8位を獲得している。2017年9月から同年10月にメロンブックスで開催された投票企画「MF文庫Jヒロインコンテスト2017 in Melonbooks」では1位を獲得している。
パック
声 - 内山夕実
小さな灰色の体毛の猫の姿をしたエミリアの契約精霊。魔法の威力は絶大で、攻防揃っている。
火を司る大精霊で、熱量を奪うことによる氷系統の魔法を使う。おっとりとした性格でかなりのマイペース。
エミリアの保護者として振る舞い、常に行動を共にしている。その親しみやすさとは裏腹にエミリアのことを絶対視しているため、彼女以外の者に対しては手心を加えず、その気持ちもあまり酌まない。エミリアが死亡するかそれに等しい状態になれば、彼女との契約に従い「終焉の獣」として顕現し、世界を凍らせて滅ぼそうとする。
通常はエミリアが持つ緑の結晶の中で休んでおり、顕現するのは朝の9時から夕方5時の間ほど。緊急時にはエミリアのオドを使うことで顕現が可能だが、聖域の一件からは自ら顕現することが難しくなってしまう。
かつてベアトリスとともに『強欲の魔女』エキドナによって作られた人工精霊だが、本人は当時のことをほとんど覚えていない。
レム
声 - 水瀬いのり
本作のヒロインの一人。青髪のロズワール邸のメイドの少女。双子のラムの妹。17歳。
メイドとしては万能で、屋敷の仕事の9割方は彼女が行っている。ラムより胸が大きい。亜人の一種である『鬼族』の生き残り。
穏やかな物腰だが、姉同様に毒舌なところがあり慇懃無礼。身内への情が深い一方で、感情に任せて暴走してしまうところがあるのが玉に瑕。
心を許した相手には献身的であり、自己犠牲をも厭わない。
双子の姉であるラムを敬愛しており、彼女の障害となると判断した存在に対しては容赦が無い。
水系統の魔法の使い手であり、『鬼族』ゆえに身体能力も高い。武装式ハンマーのモーニングスターを振り回すパワフルな戦闘スタイル。

ラム
声 - 村川梨衣
桃髪のロズワール邸のメイドの少女。双子のレムの姉。17歳。
レムよりメイドのスキルは低い。傲岸不遜な態度で隠しているが、その実面倒見のいい性格。毒舌家で、特にスバルには容赦なく毒を吐くが、その一方で彼のことをある程度は評価している。
主人であるロズワールに主従を越えた親愛を抱いており、彼の意思がラムの行動原理となっている。妹のレムのことも大切に思っており、第二章でレムが衰弱死した際には正気を失うほど動揺した。
風の魔法を使うことができ、風の刃で相手の急所を狙ったり、風で飛び上がって愛用の杖で戦ったりすることもできる。また、自身と波長の合うものと視界を共有し、遠方までも見通すことができる「千里眼の加護」を持つ。
亜人の一種である『鬼族』の生き残りであるが、かつて故郷が魔女教に襲撃された際、大気中のマナを吸収するための「角」を失っているため、ロズワールほどの大魔術師によって定期的にマナを供給されなければ生きることができない身体となっている。彼女が失った「角」は歴代の鬼族の中でも稀代の美しさとマナ吸収力を誇っており、そのため本来は忌子として殺されるはずだったラムとレムは生かされることになった。ツノを持っていた時はロズワールをも上回る戦闘力を持っており、魔女教徒を子供ながらに1人で相手取れるほどであった。
角を失って以降は日常的にマナ不足による不調と苦痛に苛まれており、それがメイドとして十全に働くことが難しい理由の1つである。
ベアトリス
声 - 新井里美
豪奢なフリル付きドレスを着た幼い少女。人形のような愛らしい容姿をしており、金髪をドリル状にしたツインテールにしている。普段はロズワールの屋敷にある『禁書庫』と呼ばれる部屋におり、司書を務めている。
「扉渡り」の能力で屋敷内の部屋の扉を自由に移動することが出来る。愛称は「ベティー」「ベア子」など。
周囲には高圧的な態度をとっているが、実際はお人好しで、文句を言いながらも周りの世話を焼いてしまうお節介な性質。また、傍若無人な振る舞いとは裏腹に、素直になれない寂しがり屋でもあり、可愛いものが好き。
その正体は、『強欲の魔女』エキドナに作られた人工精霊であり、陰属性の魔法を中心に強力かつ多様な魔法を使用することができる。母たるエキドナと400年前に交わした約束に従い、とある人物が禁書庫を訪れるまで独りで待ち続けていた。
孤独感と、いつまでたっても『その人』が現れないことに絶望し、次第に自暴自棄となっていったが、後にスバルの説得によって禁書庫を出て彼と契約する。自分と同じくエキドナに作られたパックを「にーちゃ」と呼び慕っており、彼の前では無邪気な顔を見せる。
スバルとの契約後は、彼から供給されるマナを自らの源にしているため行動を共にすることが多い。スバルに心を開き、彼からも娘のように可愛がられてお互いに信頼し合っている。聖域の一件から1年後には、スバルとの鍛錬により世界から半歩だけ存在をずらすオリジナル魔法を編み出す。
スピンオフである「学園リゼロ」においては、スバルの妹という設定である。
ロズワール・L・メイザース
声 - 子安武人
道化の化粧をした変わり者の貴族。所々を伸ばした間の抜けた喋り方をする。
宮廷筆頭魔術師で、その称号の通り王宮一の魔術師であり、彼一人で軍隊に匹敵するほどの力を持つ。「魔導の加護」を持ち、六属性のマナすべてに適性がある上、マナの量も事実上無尽蔵であり、絶大な戦闘力を誇るが、唯一回復魔法だけは使うことができない。空を飛ぶこともできる。また、ある程度の格闘術も収めており、不意打ちとはいえガーフィールとラムを一撃で殺せるほどの実力。右眼が青、左目が黄色のオッドアイ。
ロズワールの名は世襲制であり、その名は400年前から代々受け継がれている。しかし実は受け継いでいるのは名前だけではなく、初代ロズワールが自分の意識を子孫の肉体に移すことに成功して以来ずっと子孫に乗り移り続けているため、400年前のロズワールと精神的に同一人物。道化師の化粧は自らの役目を全うする覚悟としてする「戦装束」のようなものだと語る。
初代ロズワールは、エキドナに師事しており、この頃から高い魔術の才能を見せていたが、ヘクトール戦において重傷を負って以降はゲートに深刻な後遺症が残り、日常生活にも支障の出る体となってしまう。それ以降は死ぬまでベアトリスの禁書庫に通い、エキドナの意識移植の資料を読み漁っていた。両目が黄色。
エキドナに懸想しており、彼女が遺した叡智の書の通りに行動することで彼女を墓所から解放しようとしている。叡智の書によってスバルが「世界をやり直す」能力を持つことを知っているため、敢えてエミリアたちを窮地に追いやることでスバルを苦難に晒し、エミリアだけを守る騎士に仕立て上げようとしている。ただし、『死に戻り』の全容を知っているわけではないため、スバルの持つ力のすべてを知るまでは彼に直接手を下そうとはしない。
一連の行動が陣営中に露見して以降、本人の言動も相まって、ラムを除くエミリア陣営の人物たちからはあまり信用されていない。
第四章でスバルの説得と自らに刻まれた誓約に従い福音書(叡智の書)を捨てたが、引き換えにスバルには周囲の人々を守りきることを要求した。彼に何かを切り捨てて前に進むことを許さず、もしそうした場合スバル以外の全員を自らの魔法で殺し「やり直し」させると宣言している。
オットー・スーウェン
声 - 天﨑滉平、大地葉（幼年時代）、飯田友子（少年時代）
灰色の髪をした行商人の青年。20歳。細身で温和な雰囲気の優男。
第三章にてスバルと知り合う。商才はあるものの、とことん運に恵まれず、不遇な人生を送っている苦労人。スバルたちとは行き掛かり上の付き合いだったが、いつのまにかエミリア陣営に引き込まれ、筆頭内政官に就任することになる。仲間内では一番の常識人であり、唯一のツッコミ役。スバルにとっては友人兼参謀的存在となる。
商人らしく打算的に振舞っているが、心根は思いやりのある性格。どこか抜けたところもあり、スバルやガーフィールにしょっちゅう弄られている。誰に対しても敬語で喋るが、ツッコミを入れる時や激昂した時などは口調が荒くなることもある。
内政官としては敏腕で、陣営の交渉から事務処理まで政治面の仕事を一手に担っているほど。癖のあるメンバーに振り回されがちだが、いざという時は芯の強さを見せる。
窮地を救ってくれたスバルに対して恩義を感じていると同時に、彼が万能でなく、人並みの心の弱さを持つ人間であることを理解しており、そんな彼を支えるべく対等な友人であろうと努めている。
生まれつき、発声器官を持つあらゆる生き物と意思疎通ができる『言霊の加護』を持っているが、他の生物と言葉を交わす彼の姿はひどく異様なため、幼い頃から故郷では疎まれてきた。外見とは裏腹に、スバルに素手で勝てる程度には強く、主に土属性の魔法を習得している。
『聖域の盾』 ガーフィール・ティンゼル
声 - 岡本信彦、南真由（幼年時代）
鋭い牙と金髪が特徴の少年。反骨心旺盛の14歳。小柄であるが、威圧感を与える風貌で額に大きな傷がある。独特に訛った言葉遣いで喋り、諺を口にすることが多い（周りから使い方がおかしいと指摘されている）。
獣人の血を持つクォーターであり、フレデリカとは父親違いの姉弟の関係。聖域の番人を務める自称「最強の盾」。愛称は「ガーフ」。
聖域の守護者を自称し、聖域の解放を目指すスバルたちと対立するが、聖域の試練や大兎襲来をスバルたちと協力して乗り切り、過去の自分を受け入れたことで弱さを克服し、エミリアの陣営に加わった。
直情的で荒っぽい振る舞いが目立つが、真っ直ぐな心の持ち主。自信家な一方で、年相応に傷つきやすい繊細さや未熟さも持っている。スバルと和解して以降は彼のことを「大将」と呼び敬っており、同じく兄貴分のオットーも加えた3人でつるむことが多い。
幼い頃からの付き合いのあるラムに対して恋心を抱いているが、彼女のロズワールへの想いも理解している。好意を寄せてくるミミには恋愛感情を抱いていないものの、次第に心を開きつつある。
戦闘では腰につけた2つの盾を装備して戦う。大地の恩恵を受けることができる『地霊の加護』に加えて、受け継いだ亜人の血による獣化能力を持ち、その実力は陣営でロズワールに次ぐトップクラスを誇る。『強さ』に対して並ならぬ執念を抱いており、水門都市プリステラにて剣聖ラインハルトにまったく歯が立たなかったことに深く傷つき、さらなる強さを渇望するようになる。
フレデリカ・バウマン
声 - 名塚佳織
ロズワール邸のメイドの1人。透明質の金髪の女性。
ガーフィールの異父姉弟で、彼と同様に獣人の血を持つクォーターであり、スバルよりも背が高く、同程度に筋肉質な体格をしている。
口許を隠せば美人だが、笑顔を作ると口にびっしりと並んだ凶悪な牙が見える。ガントレットを使って戦うこともできるが、弟ほど強くはない。
ペトラ・レイテ
声 - 高野麻里佳
赤の混じった茶色い髪をした少女。村の住民で、よく遊んでくれるスバルに懐いていた子供たちの一人。
自己中心的な部分があったが、スバルとの出会いや魔獣騒ぎを経て周囲の優しさに気づき、現在はほとんど見られない。
当初は、将来は都で服を作る仕事をしたいと夢を抱いていたが、後にロズワール家のメイド見習いとなる。
物覚えがよくフレデリカやラムに気に入られているが、好意を寄せているスバルの前では言葉遣いや態度が素に戻ってしまうことが多いため、たびたびからかいを交えた注意をされている。
パトラッシュ
声 - 相馬康一
白鯨討伐の際に、クルシュより贈られた漆黒の地竜。性別は雌。
優秀だが気位が高く扱いにくいことで有名なダイアナ種の地竜だが、なぜかスバルにだけは初対面の時から懐いており、その献身によって幾度となく窮地を救われている。スバルへの態度やオットーの通訳によると、クールで姉御肌な性格。

#### 聖域
リューズ・ビルマ
声 - 田中あいみ
見た目は11、2歳くらいの少女だが、実年齢は100を超える聖域のまとめ役。ガーフィールやフレデリカにとっては祖母同然の人物でもある。
しかし、その正体はエキドナの開発した聖域の結界の核となった本物のリューズ・メイエルの複製体の中の始まりの4人の一人。長い時間の中で自分たちの識別名を家名として使っており、自分の他にアルマ、デルマ、シーマの三人がおり、それぞれ記憶を同期させていた。
リューズ・シーマ
声 - 田中あいみ
聖域の結界の核となった本物のリューズ・メイエルの複製体の中の始まりの4人の一人。ガーフィールが最初に聖域の試練に挑戦した際にガーフィールを迎えに聖域に入ったことで、本物のリューズ・メイエルの記憶を見たことで、聖域の本来の目的を唯一知ることとなり、それにより他の三人との間に齟齬が生じ、他の三人から独立した存在となった。スバルの魔女の匂いを感じ取り、ガーフィールにそのことを伝えていた。ループの中でエミリアに代わって聖域の試練を受けると宣言したスバルをガーフィールと共に監禁した。ガーフィールがスバルたちと和解した際にガーフィールとスバルたちに聖域で見た記憶を話し、そこで現れた憂鬱の魔人と聖域の本当の目的を語った。

#### ミロード家
アンネローゼ・ミロード
声 - 市ノ瀬加那
ロズワールの親戚にあたる幼い少女。エルザ撃破後にスバル達を受け入れた。
エミリアに恋愛感情同然の好意を寄せている。
クリンド
ミロード家所属の執事。特殊なロリコン癖の持ち主で、精神の幼いもののみを愛するため、外見がいくら幼くても精神が老成していれば全く興味を示さない変態。因みに、ペトラにも目をつけていた模様。
しかし、執事や戦闘に関しての腕は一人前で、スバルには鞭などの戦闘技術を教え込んだ。フレデリカとは仲が悪い。

#### アーラム村
メイザース領内にある村落。2章の舞台となるロズワールの別邸にほど近い場所に位置する。
ミルデ・アーラム（若返りババア）
声 - 伊沢磨紀
村長。若者の尻を撫でて「若返った」と口にするのが癖。
ラスフム・アーラム（ムラオサ）
声 - 佐々健太
村長のように見えるが、実は村長ではなく、村長の弟。
ミルド、リュカ、メイーナ、カイン、ダイン
声 - 小林由美子（ミルド）、芳野由奈（リュカ）、桑原由気（メイーナ）、篠田みなみ（カイン）、石上静香（ダイン）
村の子供たち。一緒に遊んでくれるスバルに懐いている。
マキジ
声 - 木島隆一
村の青年団団長。

### 王選関係者

#### フェルト陣営
フェルト
声 - 赤﨑千夏
小柄な金髪赤眼の少女。ロム爺に8月8日に拾われた。14歳。
貧民街を行き来しながら、スリなどを行い生計を立てていた。風の加護を持っており、すばしっこく壁をも駆けあがれる。身寄りが無い自身を守るため、常人より疑り深いところがあるが、人一倍仁義には厚い。
徽章騒動後、ラインハルトに半ば強引に連れ去られ、のちにかつて行方知らずとなった王族の生き残りとして王候補の1人に担ぎ上げられる。捕らえられたロム爺を助けるため、なし崩し的に王選への出場を決める。
王選の式典にて発した「この国をぶっ壊す」の言葉通り、優れた資質を持つものならば、家柄に囚われずに登用するという政策方針は、アストレア家の領地で次第にその成果を発揮し始めている。
「フェルト」という名前は貧民街にて発見されたときにロム爺に付けられた名前であり、本当の名前は他にある模様。
『剣聖』 ラインハルト・ヴァン・アストレア
声 - 中村悠一
赤毛の美青年。19歳。近衛騎士団に所属し、若くして「騎士の中の騎士」とまで評される傑物。
歴代最強の剣聖であり、代々『剣聖』の家系であるアストレア家に生まれ、その名を継いだ人物。
作者が作中最強と称するキャラ。マナを剣戟にしか使用することができないため魔法の類が一切使えないが、その欠点を差し引いても余りが出るほどの規格外の実力の持ち主。彼が剣を振るうと大気中のマナがそれに吸い取られるので、彼の周囲では魔法が使えなくなる。
数万人に一人程度しかもたないとされる強力な加護を無数に持つうえ、自分が望んだ加護を好きなように得ることができるなど、いまだその実力は底が知れない。『剣聖』たり得る者がもつとされる『剣聖の加護』は先代剣聖のテレシアが死亡した時に受け継いだものであり、よりにもよってテレシアが白鯨と戦闘している最中に彼に加護が譲渡されたため、それがテレシアが命を落とした遠因になったと考えるヴィルヘルムとの間には確執が生じている。
彼の持つ聖剣「龍剣レイド」は剣自身が抜く時と場所を決めるようで、彼に自由に抜刀することは出来ない。
正義感が強く、自身の力に奢ることもなく、思いやりにも溢れた性格。名声も高く一般の民衆や周囲から慕われているが、その完璧すぎる在り方は「英雄にしかなれない男」とも評されている。
ロム爺（バルガ・クロムウェル）
声 - 麦人
貧民街で盗品などを取り扱っている老人。巨人族であり、大柄な体を持つ。220cm。商品の目利きには信頼性がある。天涯孤独なフェルトにとっては「爺ちゃん」みたいな存在。
トン（ガストン）、チン（ラチンス）、カン（カンバリー）
声 - 山本格（トン・1期）→丹沢晃之（トン・3期）、室元気（チン）、山下大輝（カン）
街中でスバルに絡んだ3人のチンピラたち。
最初のループでは反撃してきたスバルを痛めつけた後、エミリアに撃退されるが、その次のループではスバルに、逆に叩きのめされている。プリステラの都にてスバルがトンチンカンの本名を知ったとき、ある意味奇跡的な合致にスバル自身でも驚いている。
その後、フェルトに気に入られ、陣営の下っ端、使いっ走りとして働いている。ある程度の魔法を行使できるほどに成長し、緊急時にラインハルトを呼び寄せたり囮になったりでなかなか活躍する。

#### クルシュ陣営
『戦姫』 クルシュ・カルステン
声 - 井口裕香
王候補の1人。軍服のような服で男装している凛とした雰囲気の女性。20歳。
17歳の時に、当時の当主であった父から家督を譲り受け、由緒正しきカルステン公爵家の当主となった。
実直、誠実な性格の才媛。家柄、能力、人格から王選の本命候補と目されている。その堅物を思わせる雰囲気とは裏腹に、どこか天然なところもあり、フェリスに言われた嘘や冗談を真に受け、その上そのことを言いくるめられ有耶無耶にされてしまうことがある。しかしそれはフェリスに向ける絶大なる信頼の裏返しでもある。
白鯨討伐後、王国への帰還途中に魔女教大罪司教のレグルス、バテンカイトスの襲撃を受け、記憶を喰われてしまう。さらにプリステラでの戦いで、『色欲』の大罪司教のカペラに竜の血を身体に垂らされた影響で容姿が半分変貌し苦しむが、スバルが自身の身体に触れたことで、血の影響が少しだけ緩和する。
剣術にも長けており、その戦闘能力は高く、自ら先陣を切って戦う姿を見せる勇敢さも持つ。
ルグニカ王国が現在も竜の庇護の下にあり続けることに否定的で、竜との契約を破棄し自分たちの力で困難に立ち向かうべきと考えている。
『風見の加護』を持ち、相手の言葉に吹く風向きを読んで嘘などを見破る。また、風属性のマナと相性が良く、視認範囲すべてに届く長さの風の剣戟『百人一太刀』を操る。
『青』 フェリックス・アーガイル（フェリス）
声 - 堀江由衣
クルシュの騎士。19歳。頭に猫耳が生えた華奢な体つきの人物。
女性と見紛うような容姿と声色であり、服装も言葉遣いも女性のそれを好んで用いるが、れっきとした男性である。普段は人懐っこく小悪魔的な振る舞いだが、時折辛辣な言動を見せることもある。
主君であるクルシュを優先するあまり、それ以外を蔑ろにしてしまう傾向があり、同じくエミリアを優先するスバルに対して同族嫌悪を抱いている節がある（この傾向は書籍版やテレビアニメ版では軽減されている）。
猫耳は先祖返りによるもので、両親とも人間。その先祖返りが原因で生家において悲惨な扱いを受けていた過去を持ち、治癒術師としてたくさんの生死に関わってきたことと相まって、彼の死生観は非常にシビアである。
必要とあらば殺人や拷問にも抵抗がないが、一方で治癒術師として人を癒すことへの誇りも抱いている。
ルグニカ王国近衛騎士団に所属するものの剣術は苦手。しかし『水の加護』を持ち、治癒魔法など水属性の魔法においては大陸でも有数の使い手であり、最高位の治癒術師として『青』の称号を得ている。
『剣鬼』 ヴィルヘルム・ヴァン・アストレア
声 - 堀内賢雄、石川界人（青年期）
クルシュの従者をしている老紳士。人生の全てを剣に捧げた『剣鬼』の異名を持つ達人。
平静時は至って物腰丁寧だが、戦いへの貪欲さは凄まじく、戦闘では剣鬼の名に相応しい苛烈さを見せる。剣士としての揺るがない信念や価値観を持っているが、人間関係においては不器用な面を覗かせることもある。
妻は先代剣聖のテレシア・ヴァン・アストレアで、彼女を今も深く愛しており、人前であろうと堂々と惚気を繰り広げるほど。ラインハルトは彼の孫にあたるが、テレシアが死亡した経緯から、彼に対してわだかまりを持っている。息子のハインケルのことも放任しており、愛妻家である一方、彼女が亡くなって以降は家庭と、『アストレア』の名を捨てている。
白鯨討伐に乗り出す決定的な機会を与えてくれたスバルに信頼と感謝を寄せるようになり、スバルからも深い敬意を持たれている。

#### アナスタシア陣営
アナスタシア・ホーシン
声 - 植田佳奈
王候補の1人。22歳。腰まで届く薄紫の髪で浅葱色の瞳の女性。
おっとりした雰囲気の愛らしい容姿で、関西弁に似た訛りの『カララギ弁』で喋る。性格は良くも悪くも「守銭奴」で、自分の利益を何よりも優先するが、そのおこぼれで周りの人を幸せにすることにも喜びを覚える優しさも持つ。
ミミ、へータロー、ティビーに命を助けられたことがある。
優れた商才を持ち、カララギの貧民街の生まれにもかかわらず、小さな商会の雑用から巨大な商会を率いるまでにのし上がった。名字のホーシンは自分でつけたものでありカララギの建国者との血縁関係は無い。
『人工精霊』 エキドナ（襟ドナ）
アナスタシアが持つ人工精霊。狐のような外見で、普段はアナスタシアの服の襟に擬態している。
魔女のエキドナと差別化するため、スバルが心の中で「襟ドナ」と呼ぶ。また、契約することは出来ず、あくまでも興味と親心で彼女に付き添うと自称する。緊急時、アナスタシアの了承で彼女の体を借りて魔法を使う。
性格や言動は魔女のエキドナとはほぼ同じだが、本人は魔女のエキドナのことを知らないらしい。

『最優の騎士』 ユリウス・ユークリウス
声 - 江口拓也
紫の髪を持つ美青年の近衛騎士。21歳。気障な仕草をするが、それがとても似合う美丈夫。
単純な戦闘力ではラインハルトに劣るが、魔法に大きく適性を持つため、総合力においては最も優れているのではないか、とも言われており『最優』の称号を持つ。
『最優』の名に恥じない騎士道精神の持ち主であり、自他にともに厳しく、思慮深い。理性的である一方で、歴史上の騎士や英雄といった存在に憧れる理想家の面も持つ。
現在はアナスタシアの騎士として、彼女にすべてを尽くす覚悟でいるが、同じ騎士団に属するラインハルトやフェリスとは、異なる主君を仰ぎながらも良好な友人関係を保っている。
スバルと出会った当初は、エミリアを侮辱されたことに腹を立てた彼の言葉の中に『騎士』としての誇りを汚す部分があったことから、訂正を求めて勝負を挑み、一方的にユリウスがスバルを嬲る結果となる。しかし彼自身としては、周囲の憎悪を自身に集めてまでエミリアをかばったスバル自身への評価は高く、白鯨退治に成功した際にはお世辞無しでスバルを称賛している。その後、魔女教団との戦いに向かう道中にてスバルと話し合う時間をもち、これまでのお互いの無礼を謝罪し合い、その後の共闘を経て悪友と呼べる関係になった。
『誘精の加護』を持ち、精霊を目視し、会話でき、好まれやすい。ユリウス自身の努力もあり、六色の全属性の準精霊と契約を交わしているため、様々な魔法を使いこなすことができ、攻防ともに彼の能力を高めている。
プリステラにて『暴食』の大罪司教アルファルドに名前を『喰われ』、スバル以外から存在を忘れられた。その後のスバルの説明もあり、再びアナスタシアの騎士として彼女の護衛を行う。契約していた準精霊は『誘精の加護』の影響で彼の傍から離れようとはしないものの、名前を『喰われ』たことで契約は失われており、その力を行使することはできなくなってしまった。
実はユークリウス家の当主の甥で、養子に迎えられた。
ヨシュア・ユークリウス
声 - 石毛翔弥
ユリウスの弟。ユリウスと同じ紫髪で、モノクルをかけている。武術の心得はない。非常に優秀な兄を持ち、兄によくされたこともあって重度のブラコン。
ロズワール邸にアナスタシアの使者として訪れるが、兄の話題になるだけで冷静さを失うなど、まだまだ未熟なところが目立つ。
暴食の大罪司教に存在を『喰われ』、レム同様にスバルにしか存在を覚えられていない眠り人となる。

##### 鉄の牙
アナスタシアの擁する私兵団。
リカード・ウェルキン
声 - 乃村健次
「鉄の牙」の団長。
39歳。身長206cm、体重140kg超過。褐色の短い体毛を生やし、筋骨隆々な犬の獣人（コボルト）。戦闘では大きな鉈を用いる。魔法的な才能と加護はなし、純粋に本能任せの戦士。
カララギ弁を話し、声がかなり大きい。アナスタシアとは昔からの知り合い。ミミやへータロー、ティビーのことを大切に思っている。アナスタシア陣営のオトン。
特技はダジャレ、犬の真似、アナスタシア知識。趣味はダジャレ、遠吠え、酒飲み。
ミミ・パールバトン
声 - 藤井ゆきよ
猫の獣人の少女。背はスバルの腰ほどまでしかなく、幼い容姿をしている。見た目だけでなく性格も子供のようだが、「鉄の牙」の副団長を務める強者。実年齢は15歳。
弟のどちらかと共振波を使って攻撃が可能。三分の加護で痛みや疲労を三つ子で分け合うことができる。ガーフィールに惚れており、アタックを繰り返している。
ヘータロー・パールバトン
声 - 潘めぐみ
ミミの弟で容姿はよく似ている。気ままな姉を普段からフォローし、戦いの時は姉と団長の代わりに部隊に指示を出している。シスコンの気が大変強い。
ティビー・パールバトン
声 - 下和田ヒロキ
ミミの弟。ミミ、ヘータローと似た容姿でモノクルを掛けている。3人の中では一番賢く、アナスタシアの右腕。ヘータローほどではないがシスコンの気がある。

#### プリシラ陣営
プリシラ・バーリエル
声 - 田村ゆかり
王候補の1人。19歳。豊満な体と橙色の髪に赤い瞳の美女。
世界は自分に都合の良いようにできていると豪語するほどの凄まじい豪運の持ち主。その振る舞いは極めて尊大で傍若無人。自分にとってそれが面白いか、または興味を引かれることかが行動の原理となっており、逆に興味を無くしたことについてはすぐに忘れてしまう。町で悪漢3人に襲われかけていた時、スバルに助けられた事がある。
19歳だが、既に8度も結婚を繰り返している。しかし、自分と結婚する夫が次々に早々に死亡してしまうことから『血染めの花嫁』という悪名を持つ。
『日輪の加護』の恩恵を受けている。陽剣と名乗る特殊な剣を振るい、大罪司教と互角以上に渡り合えるほどの戦闘力を持つ。加護の力は太陽の具合によって左右される。
アル（アルデバラン）
声 - 藤原啓治（アニメ第1期）、関智一（ゲーム作品、アニメ第2期以降）
プリシラの騎士。首から下は山賊のような軽装だが頭にはフルフェイス型の兜を身につけているという奇妙な格好をした隻腕の男。
ヴォラキア帝国の剣奴出身で年齢は40歳前後。戦闘では土属性の魔法で土壁を作り、攻撃、防御、移動や回避など多岐にわたって利用する。また、スバルと似たような力を持っていると思わせるような発言をしており、戦闘にも生かしている様子。
スバルと同じ世界から、18年前に召喚されたことが示唆されている。同郷の誼から、スバルを兄弟と呼び気さくに接しているが、その背景には謎が多い。
シュルト
声 - 河瀬茉希
プリシラに仕える幼い容姿の少年。元は孤児だったが、彼女の目に留まり拾われた。

### 大罪司教
『怠惰』 ペテルギウス・ロマネコンティ（ジュース）
声 - 松岡禎丞
濃い緑の髪をうなじ辺りで切り揃えた、痩せぎすの男。興奮すると自らの指を噛み砕くなどの自傷行為を躊躇なく行い、気の触れた素振りと物言いをする狂人。「脳が震える」が口癖。魔女教創設者の1人であり、嫉妬の魔女サテラの狂信者。これまで少なくとも数百年を生きてきた。
その名に冠した『怠惰』が全く似つかわしくないほどに「勤勉であること」をなによりも尊んでおり、その身に携えた福音書の記述どおりに行動することで魔女の寵愛に応えることを至上の悦びとしている。大罪司教の中でもっとも出現頻度が高く、かつもっとも危険な存在として人々に恐れられる。
怠惰の魔女因子の権能は『見えざる手』と『怠惰』。
『見えざる手』は文字通り不可視の手を自在に操るというもので、同時に数十本も出せるうえに射程も長く、人体を容易に引きちぎってしまうほどの膂力を持つ。しかし、なぜかスバルだけはこの『見えざる手』を目視することができる。また、目視はできないが物質的には実体を持つため、砂などの粉末状のものを空中に撒き散らし、手に触れた砂の動きを観察することである程度手の動きを捕捉することは可能。『怠惰』は、精霊との親和性が低い者を一時的に狂わせ、戦闘不能にすることができる能力。
その正体は邪精霊であり、肉体は彼に乗っ取られたものである。現在の肉体が生命活動を維持できなくなると、「指先」と呼ぶ適合する肉体のストックか、周囲で条件に合致する人間と一方的な契約を結ぶことで、新たな肉体に乗り移ってきた。その出自ゆえに肉体を通して得られる五感全てを快感としており、生の実感が強く味わえるという理由から痛覚を刺激することを特に好む。
幾度となくスバルを死に追いやり苦しめたが、死に戻りによって対抗策を講じられたことで敗北、死亡した。
100年前は魔女教の穏健派筆頭であり、理性的で落ち着いた物腰の人格者だった。エミリアとその叔母にして養母でもあるフォルトナとも仲睦まじく、彼女らからは「ジュース」という愛称で呼ばれた。特にエミリアへの想いには並々ならぬものがあり、彼女の前ではしばしば感極まって落涙する姿を見せた。フリューゲルとも面識があるらしく、怠惰の魔女因子を取り込む際に許しを乞うている。エルフの森がパンドラとレグルスに襲撃された際、エミリアたちを護るため、自らに適性がないにも関わらず怠惰の魔女因子を取り込み、身体が崩壊するのも厭わずに立ち向かう。しかしパンドラの策に嵌って敬愛するフォルトナを自ら殺害したことで正気を失い、嫉妬の魔女への愛に狂った狂人へと変貌した。
スバルに倒されたあともペテルギウスの意識は魔女因子（見えざる手）の中に微かに残留しているようで、それがエミリアを救い、レグルスを打倒する一助となったことが仄めかされている。ジュースと大罪司教のペテルギウスが同一人物であることをスバルやエミリアが知っている描写は無い。
指先
声 - 日笠陽子（女狂人）、金元寿子（短髪女狂人）、飛田展男（中年狂人）
ペテルギウスの腹心にして、彼の予備の肉体となる魔女教徒たち。
100年前にも存在していたが、当時の指先は正気だった頃のペテルギウスと志を同じくする穏健派の教徒であり、彼への信頼と忠節によって自らの肉体を託していた。

『暴食』 / 『美食家』 ライ・バテンカイトス / 『悪食』 ロイ・アルファルド / 『飽食』 ルイ・アルネブ
声 - 河西健吾（ライ・ロイ）、小原好美（ルイ）
3人分の人格（意識）を持つ大罪司教。長く伸ばした焦げ茶色のざんばら髪が特徴で、全身に負った無数の傷跡を隠すようにボロ布を纏った、貧相で小柄な少年。スバルが『記憶の回廊』で出会ったルイは金髪で青い瞳の少女の姿をしていた。各人格は一人称が「僕たち」と「俺たち」で一定しない（両方を同時に使うこともある）、自らの「食事」に強い拘りを持つなど、いくつかの共通した特徴を持ち、各人格は兄妹関係にあることが示唆されているが、詳細は不明。なおルイは女性の人格であるため、一人称も「私たち」「あたしたち」となっている。
暴食の魔女因子の権能により、他者の「名前」と「記憶」を喰らい、その技能や知識を自らのものとすることができる。加えてルイは「日食」という能力を使用することで、その肉体まで完全に再現（変身）することが可能。また名前を食われた被害者は他の人間からその存在を忘れられるだけでなく、過去の記録や出来事なども辻褄合わせが行われ、最初から存在しなかったかのように世界規模で修正されてしまう。名前と記憶の両方を食われた場合、被害者の意識が失われ昏睡状態に陥る。このように白鯨の「消滅の霧」と似た特性を持つが、被害者の肉体が残される点で異なる。また権能を行使するには対象の本名を知る必要があるが、権能によって得た知識により間接的に本名を知ることもできるため、たとえ戦闘に際して本名を隠しても、芋づる式に名前が割れてしまう可能性も高い。また魔女因子がダフネに由来することから白鯨を従わせることが可能で、ペットのように使役している。
『強欲』 レグルス・コルニアス
声 - 石田彰
長くも短くもない白髪で、華美でも貧相でもない服装に平凡な顔立ちの青年。権能の力によって少なくとも100年以上同じ姿を保っている。
長々とした持論を開陳することを好む饒舌な人物で、専ら自らの無欲さを説き、平和主義を標榜する。しかしその実態はスバル曰く「承認欲求と自己顕示欲の権化」であり、自らの言動を棚上げあるいは正当化して相対した者への批判を一方的に展開するため、その弁舌は多くの者に嫌悪感を抱かせる。また僅かでも自分の意に沿わぬ言動に対しては、どんなに些細なことでも難癖じみた言いがかりをつけて「権利を侵害された」として激昂し、躊躇なく殺害する。女性に対しては「女は顔が全て」と豪語するほどの極度の面食いであり、中でも処女のみを好む。そのような「妻」を多数娶っているが、妻たちには常に無表情でいるよう指示し、本来の名前を捨てさせて番号で呼び、些細なことで殺してしまうなど、愛情はそこにはなく、また肉体関係を持つこともない。もともと承認欲求と自己顕示欲の強い歪んだ性質を持ってはいたが、強欲の権能を手に入れたことでその性質が矯正されないまま欲求と虚栄心を肥大化させ、取り返しのつかないほどの欠落を抱えた人格が完成してしまった。自らを「最も完成された個として確立した存在」と称して自分を特別視し、自分以外の存在を認めておらず、基本的に他人は自分の欲求や虚栄心を満たすための存在でしかない。しかし、上記の強すぎる承認欲求と自己顕示欲から他人の存在を無視することができず、自分の嫌なことや不都合なことはどんな些細なことであっても受け入れられず、自分以外の何かのせいにして不平不満を言う小物。特に他人から見下されたり、「憐れまれた」と感じることに耐えられず、他人から受ける善意や優しさですら憐れみとしか感じず、自分に関する批評は良いものでも悪いものでも受け入れることができないなど、常に他人からの評価に怯えており、他人に自分の心に踏み込まれることを恐れるあまり他人との繋がりを根本から認めていない。そのため相対した相手や自分を批判する人間に対して圧倒的に優位な立場から屈服させ、自分の優位性を証明せずにはいられない。上記の大勢の妻たちも後述の『小さな王』の権能による自分の心臓のスペアとして利用するのが目的だが、同時に妻帯者でないことを蔑まれるのを嫌って体裁を整えたものであり、他人との関りへの嫌悪から肉体関係を持つことも忌避しており、笑顔を禁じて無表情を強いるのも「嗤われる」のが嫌なため。
もともとはとある国の中の村にある貧しい家庭に生まれたが、自分の境遇への不満を自分の家族を含めた周囲のせいにし、彼らから受けた優しささえも唾棄しており、強欲の権能を手にしたときに家族、村だけでなく、町や国すべてを皆殺しにした過去を持つ。
強欲の魔女因子の権能は『獅子の心臓』と『小さな王』。『獅子の心臓』は、自分と自分に触れた任意の対象の時間を停止させ、その状態を固定することで、あらゆる攻撃を受け付けず、同時に決して防ぐことのできない攻撃手段とするもの。攻防一体にして事実上「無敵」の権能であるが、発動中は自らの心臓が停止してしまうという欠点を持つため、持続は数秒間が限界となる。
もう一つの『小さな王』は、指定した他人の心臓に自分の心臓を「重ねる」という権能で、心停止による持続時間の制限なしに『獅子の心臓』を発動することを可能とする。心臓を指定できる条件は不明だが、彼は自らの妻たちとエミリアを指定していた。レグルス自身の戦闘技術は完全に素人そのものだが、その権能により大罪司教の中でもトップクラスの強さを誇り、要塞都市をたった1人で攻め落としたなどの逸話を持つ。
その圧倒的な力でラインハルトとも渡り合ったが、レグルスの強さは完全に権能に依存するもので、戦闘技術だけでなく、戦術や戦略を練ることもできず、大きすぎる虚栄心と強すぎる権能から圧倒的優位な立場から勝つという方法しかできない。そのため少しでも優位性が崩れたりするとあっさり勝負を投げて不平不満や身勝手な屁理屈で相手を罵倒したり、権能だけでは切り抜けられない状況では何も出来なくなる。
スバルとの対決において、妻たちをエミリアの手でコールドスリープさせられ、またエミリアに重ねられた彼の疑似心臓もスバルの『見えざる手』で破壊されたため、権能の万能性が崩れ去り、最後はラインハルトの手によって地の底に叩き込まれ、途中で権能の効果が切れたことで土中で衝撃により体が圧し潰され、地上から流れ込んできた水の中で溺死した。
かつて、パンドラと共にエリオール大森林を襲撃したときに自身に激しく抵抗されたことからペテルギウスのことを見下しており、死ぬ直前にフォルトゥナとペテルギウスが守っていたのが幼少期のエミリアである事を思い出し、スバルの中に居座るペテルギウスを感じ取り、彼に殺されることやエミリアが自分の母親とペテルギウスの敵討ちを結果的に果たしたことへ激情を露わにした。
『憤怒』 シリウス・ロマネコンティ
声 - 安済知佳
身体中に包帯を巻き、手には鎖を巻きつけ、機械のような声で話す女怪人。「憤怒」などいらないと主張し、皆が1つになって喜びを分かち合うよう主張する。ペテルギウスの妻を名乗っているが、実際はシリウスが一方的に慕っているだけであり、ペテルギウスとろくに口を利いたことさえなかったようで、家名であるロマネコンティも自称。スバルの中にある「怠惰」の魔女因子を察知し、スバルにペテルギウスが乗り移っていると信じ込む。反対に魔女教徒であるにもかかわらず、ペテルギウスが執心している嫉妬の魔女に対して並々ならぬ憎悪を抱いており、同じハーフエルフであるエミリアやペテルギウスと同じ精霊の女であるベアトリスに対して憤怒を抱き、普段の取り繕った態度から一転、汚い言葉で罵倒し殺そうとした。
憤怒の権能により、効果範囲内にいる人間の感情・外傷を強制的に共有させることができる。応用として、2人以上の人間の感情を同時に共有させてこれを増幅させる（本編では恐怖の増幅によりスバルを狂死させた）ことができるほか、シリウス自身の感情を共有させることで擬似的な洗脳技としても機能する。また、シリウスが受けたダメージはそのまま周囲の人間に拡散されてしまうため、多くの観衆がいる状況では人質として絶大なアドバンテージを生む。戦闘においては両手の鎖を得物として自在に操るほか、そこから炎を発して攻撃することもでき、単純な戦闘力もそれなりにある。
プリシラとの戦いでリリアナの歌により自分の権能の支配下にあった人々の心を奪い返され激昂するも強固な自己でシリウスの権能を拒絶するプリシラに敗れ囚われる。その後、エミリア達の付き添いで尋問に来たスバルに「暴食に気をつけて」と忠告した後、フェルトとラインハルトによって王都へと護送される。
『色欲』 カペラ・エメラダ・ルグニカ
声 - 悠木碧
他の人間をクズ肉呼ばわりして見下し、下品な言葉でこき下ろす悪辣な性格の少女。かつてのルグニカ王女の名を名乗っているが、その正体は未だ不明。
色欲の権能の効果は変異と変貌。様々な人間を擬するのはもちろん、不定形のスライムや巨大な黒竜にまで自由自在に化けることができ、また他人を変貌させることもできる。怪我を負ってもその能力で即座に修復することができ、戦闘力も高い。人間の愛は所詮見目の美しさによるものだと嘯き、姿形の変わる自分は全人類に愛されることができる存在であるとする。それに同意しなかったプリステラ都市庁舎の人間を蠅に変貌させた。
自らの血に「龍の血」が混じっていると話し、その血をかけられたクルシュは侵食を受け醜く変貌し、スバルの右足は傷口が塞がれ治癒した。さらに、血をかけられた者が同じく血をかけられた者の身体に触れると、その影響が触れた者の身体に移る。それにより、クルシュにかけられた血の影響は彼女に触れたスバルに移り、少しだけ影響は緩和された。

### 大罪の魔女
本編の異世界において、「魔女」といえば一般には悪名高い嫉妬の魔女のことを指すが、実際には各大罪に相当する魔女が存在している。一見すると魅力的な人物も多いが、その能力・精神性共に通常の人間を逸脱した存在ばかりである。
『嫉妬の魔女』 サテラ
声 - 非公表
他の6人の魔女を滅ぼし、自らの糧として世界の半分を飲み込んだ、人々に恐れられる存在。エミリアと瓜二つの銀髪のハーフエルフ。絵本にも描かれるほどその存在はルグニカ中に知れ渡っている。2000の影の手を伸ばすことができたという。
賢者シャウラと神龍ボルカニカ、そして初代『剣聖』レイドの力をもってしても存在を滅しきれなかったため、400年間大瀑布の近くにある封魔石の祠に封じられている。大瀑布の傍ではマナの働きが著しく低下する上、祠に近づいて魔女の瘴気に耐えることのできる存在はまずおらず、物理的に賢者の監視網を抜けることもできないために、祠に近づくのはほとんど不可能であり、魔女教徒ですら彼女を解放することには成功していない。
『嫉妬の魔女』とサテラは別人格であるとされている。魔女因子を取り込んだことにより、2つの人格が生まれている。世界の半分を滅ぼしたのはサテラである。彼女らはどちらもスバルを愛しているようであるが、『嫉妬の魔女』の方はスバルが他の女性といるだけで激しい嫉妬心を持つ。
『強欲の魔女』 エキドナ
声 - 坂本真綾
スバルの「死に戻り」を理解している数少ない人物。尽きることのない知識欲を持つ女性。喪服のような黒装束に白い肌、白い長い髪の持ち主。19歳のときに死亡するも、生前の魂が神龍ボルカニカの力で『墓所』へ封印されている。
知識欲や好奇心を行動原理としている一方で、無知であることは、物事を新たに知れる、ということであるため好ましく思うなど独特の価値観を持つ。この世のすべての情報が記録される『叡智の書』の完全版を持っているが、この書は「知っている」という状態にするものであり「知る喜び」を味わえないため使用を好ましく思っていない。『死に戻り』によってあるはずのなかった未来（パラレルワールド）を見ることができるスバルに興味を抱いており、彼と契約を交わして彼に助言者として情報を与える代わりにその人生を観測する契約を結ぼうとする。この知識欲を彼女は「愛」だと考えている。
スバルに女性として惹かれているような言動を取っていたが、実際には普通の人間の感情を理解できず、表している感情も全てコミュニケーションのために他者をなぞっているだけの代物である。知識のためなら娘同然のベアトリスを含めあらゆるものをためらわず犠牲にするなど常軌を逸した精神性を持つ。したがって、スバルと契約を試みた際も、詭弁や欺瞞を一切躊躇わず、いくつもの重要な事実を隠していた。スバルが彼女と契約した未来を描いたIFストーリーにおいてもスバルに助言を与えて彼を助ける一方で、スバルを思うままに操るために必要ならば嘘を白々しく吐くほか、「愛」が減ってしまう事にたいして疑問に思うなどと、飽き性な一面を匂わせている。自らのことを「ボク」と呼んでいたが、実際には一人称は「ワタシ」である。
精神体となってなお世界の膨大な知識を身の中に収め、彼女の友人であった『傲慢』『怠惰』『憤怒』『暴食』『色欲』の5人の大罪魔女の魂と生前の軌跡を余すところなく「蒐集」しており、彼女らは墓所内のエキドナの精神空間の中ではエキドナの意思で自在に顕現させることが出来る。対して自らを含む6人の魔女たちの仇である『嫉妬』の魔女には隠し立てのない敵意と嫌悪を抱く一方、エミリアに対しては嫌悪感をあらわにしているものの、それのみにとどまらない複雑な感情を見せている。
聖域解放後はリューズ・メイエルの肉体に定着して、世界に解き放たれた。スバルの知識の中の「最後」という意味の「オメガ」に名前を変える。
学園リゼロでは嫉妬の魔女を除く6人の大罪の魔女で構成される6人姉妹の三女で、スバルの通学路にある豪邸に住む大学生のお姉さんという立ち位置。
『憤怒の魔女』 ミネルヴァ
声 - 小松未可子
争いに満ちた世界に怒り続ける、金髪碧眼の健康的な少女。性格は直情的で「憤怒」らしく感情的。
圧倒的武力による争いの鎮圧を目指したものの失敗したことから、あらゆる傷に怒り、それを癒そうとするようになった。彼女の振るう暴力はすべて権能によって治療行為に変換される。しかし、その因果を歪ませるためのマナを世界から直接吸収するため、必要なところにマナが行かなくなり、別の場所で天変地異が起こるなど弊害も大きかったため、様々な国家から狙われることとなる。最期は罠にかけられ狂死した。
疲労感など、精神的な目に見えない傷にはあまり興味がない。
サテラとは特に仲が良く、サテラの思い人であるスバルのことは彼女なりに気にかけている。
学園リゼロでは6人姉妹の次女。美人であることからスバルからからかい交じりに口説かれてうろたえたり、恥ずかしさからつい殴ったりしている。
『怠惰の魔女』 セクメト
声 - 中原麻衣
赤紫の髪を尋常でなく伸ばした気だるげな雰囲気の女性。
呼吸することすら億劫そうな憂鬱さに包まれており、セリフにいちいち「はぁ」「ふぅ」など嘆息が入るほど。
いかなる能力かは不明だが、猛烈な速度で拳打を繰り出すことができ、嫉妬の魔女にすら対抗できる戦闘力を持ち、大兎すらも数秒かからず倒し切れるほどである。安らぎのために龍を大瀑布の向こうへ追いやったと言われる。最期は龍を屠って自らも大瀑布へ落ちた。
学園リゼロでは6人姉妹の長女で、「怠惰」な性格から下着同然の恰好で外を出歩いたり、ゴミ出しに行ってそのままゴミ捨て場で眠ってしまうなど、スバルからはなんとかしないといけない残念な美女と認識される。
『暴食の魔女』 ダフネ
声 - 東山奈央
灰色の髪で、外見年齢は14、5歳くらいの少女。斜めに立った棺の中で、拘束具に自らを縛って、目隠しをした姿である。のんびりとした喋り口調で、相手にあだ名をつけて呼ぶ癖がある。特に「ドナドナ」や「メトメト」など名前の一部を繰り返してつけるあだ名が多い。
常にカロリー不足に見舞われており、体を動かすことはおろか喋るだけでも息切れするほど虚弱な体質。この出で立ちも誰かに強制されているわけではなく、余計なカロリーを消費しないためとのこと。棺は「百足棺」と呼ばれる特別なもので、動くときも自らの足ではなくもっぱら棺から生える足で移動する。両目は魔眼であり、左目は見たものに正気を失うほどの強烈な飢餓を与える。右目にはもっと恐ろしい能力がある模様。目は使えないが、強力な嗅覚で周りの状況を察知する。
満腹になることだけを行動原理としているが、未だに満腹感を感じたことはなく、むしろ左目を見た者に与えられるのと同じだけの強烈な飢餓を常に感じ続けている。食べるときは皮膚全体から食物を吸収することができる。
白鯨、大兎、黒蛇を始めとする魔獣の創造主。魔獣は人々を飢餓から救うために生み出したものであると語り、逆に人々が魔獣に食われていると指摘されても、ただの弱肉強食だと語るなど、一般的な人間とは価値観がまったく違う。最期は砂の海で枯れ死んだ。
学園リゼロでは6人姉妹の五女で、中学生となっている。ガーフィールやミミとクラスメイトで、ガーフィールとは特に親しい関係であり、彼を「ガフガフ」と呼び、彼の世話役のような立ち位置で性根の甘い部分のあるガーフィールに厳しめな対応を取る。
『傲慢の魔女』 テュフォン
声 - 久野美咲
見た目も中身も非常に幼く見える緑色の短い髪の幼女。
出会う人々に「アクニン」かどうかを尋ね、咎人であるなら、すなわちその当人に罪の意識があるならそれに応じた裁きを下す。その権能により、何事か唱えて体の一部を痛みもなく切り離したり、ガラス細工のように砕いたりできる。最期は大水の中に沈められた。
処刑人の父を持ち、幼い頃から罪人の処刑を目の当たりにしてきたために「善悪や罪に相応しい罰の基準」に思い悩んでいた。やがて「絶対的な善悪の基準は存在しないが、罪人の心には必ず罰を受けるに相応しい罪の意識がある」という結論に達し、自らのやり方で人々を裁くようになった。
セクメトのことを「はは」と呼ぶが、実子かは不明。
学園リゼロでは6人姉妹の末っ子で、ベアトリスやペトラと同じ小学校のクラスメイトとなっている。
『色欲の魔女』 カーミラ
声 - 石見舞菜香
『色欲』の名に似合わず、胸は小さく、手足も細い平凡な顔立ちの桃色の髪の少女。
自信がなくオドオドしたような態度を取るが、一方で自分を害するものは決して許さないということだけは強く主張し、事実その通りにする自己愛の強い性格。
カーミラの前に立つものは彼女の虜となったり、彼女に怒るなどして彼女以外を意識することができなくなる。自分を顧みること、最終的には瞬きや呼吸、心臓を動かすことすら「忘れ」死亡する。さらに「無貌の女神」という権能を持ち、相手が求めるような姿や言葉に化ける。
最期は大火の中で焼き尽くされた。
世界を愛で満たそうと、人あらざるものたちに感情を与えた。
『虚飾の魔女』 パンドラ
声 - 釘宮理恵
美しい白金の髪の凄まじい美貌の『魔女』。白い布を体に巻き付けただけの恰好をしている。
歴史にその名の残らぬ魔女。詳細は不明だが、世界を書き換える能力を持っている模様。
レグルスの攻撃を受け、体がバラバラに吹き飛んでも素知らぬ顔で「何かの見間違い」でないかと言いのけ、平然と佇んでいた。また、権能によって黒蛇を目的地へ誘導することができる。ペテルギウスを狂人に変えた張本人。
『憂鬱の魔人』 ヘクトール
声 - 諏訪部順一
黒に近い茶褐色の髪に、顔立ちは女性と見紛うほど整っている『魔人』。
パンドラと同じく歴史に名の残らぬ魔人。『強欲』の魔女エキドナの命を狙い、聖域の結界はヘクトールを撃退するためのものであった。魔導の最高位にいた初代ロズワールを「圧力」のような力で一方的にいたぶった。

### 三英傑
初代『剣聖』/『棒振り』 レイド・アストレア
魔女サテラを封印したとされた三英傑の1人にして初代の剣聖。
シャウラ曰く「悪ガキがそのまま大人になった」ような意地悪な人とのこと。しかしその強さは計り知れないものであり、老人となったレイドに挑んだシャウラでも10回の戦闘中、2回くらい両手を使わせるのが精々らしい。
プレアデス監視塔二層『エレクトラ』の試験として、全盛期の姿で現れる。
『神龍』 ボルカニカ
三英傑の1人。シャウラ曰く「皮肉屋」とのこと。
『大賢人』 フリューゲル
三英傑の1人であるシャウラの師。しかし、大罪の魔女たちやシャウラによると実際に魔女サテラを封印した賢者は彼のようである。スバルと似ている点があるらしい。
シャウラ曰く「目立つのが嫌い」とのことで、実際残した伝承も少ないが、自分の植えた樹に自分のサインを付けたり、本人の言動と伝承に矛盾が見られる。
『大図書館プレイアデス』の階やシャウラの命名などをこの世界の人には知りえないギリシャ神話から取っており、スバルからは自分の元の世界との関連性を疑われる。
シャウラ
声 - ファイルーズあい
三英傑の1人。伝承では美丈夫だが、本人は露出度が高く、長身で黒髪ポニーテール（スコーピオンテール）の美女の外見をしている。スバルたちはフリューゲルが面倒ごとを避けるため自分のやったとこをシャウラがやったように広めたと推測している。
性格は至って能天気だが、師であるフリューゲルの命令を絶対視している。まだフリューゲルからは「プレアデス監視塔に誰でも近づかせるな」という命令を受けており守ってきたが、それ以上のことは教わっていないようで、塔のことについては知っていることがあまり多くない。
人の見分けは男女と大きさしか区別がつかず「臭いが同じ」とのことで、スバルのことをフリューゲルと同一視しており、懐いている。
戦闘では正確かつ強力な魔法「ヘルズ・スナイプ」で、プレアデス監視塔に近づくものを片っ端から滅ぼし、かなりの重さがあるはずの龍車を監視塔から楽々と運ぶなど、その強さは本物である。

### 暗殺組織
『腸狩り（はらわたがり）』 エルザ・グランヒルテ
声 - 能登麻美子
妖艶な雰囲気の黒髪の美女。23歳。フェルトに徽章を盗むのを依頼した。
正体はロズワールにより雇われた暗殺者で、標的の腹を切り裂くことを喜びとする。『腸狩り』の異名を持ち、王都でも指名手配されている悪名高い人物。
武器はククリ似の短剣で、露出度の高い衣装の中に複数隠し持っている。また投げナイフも多く所持している。
パックやラインハルトの攻撃をかわしきる超人的な戦闘能力を有し、また半ヴァンパイアのような性質となる加護を持つため身体中を貫かれて心臓が停止しようとも首を絶たれない限りは何度か復活が可能。最後にはスバルが禁書庫に逃げ込んだ扉を開けた際に起きたバックドラフトの炎の中に消えた。
『魔獣使い』 メィリィ・ポートルート
声 - 鈴木絵理
アーラム村で子犬を抱いていた青髪のお下げの少女。アーラム村の魔獣騒動の際は、他の子供と共に魔獣にさらわれ、1人だけ森の奥に引きずり込まれていた。
正体は魔獣を操る暗殺者であり、魔獣騒動を引き起こした張本人。スバル達が『聖域』に引き止められている間に、エルザと共にロズワール邸へと襲撃をかけるが、最終的には捕らえられた。
「ママ」と呼ぶ存在にけしかけられていたようだが、エミリア陣営に移った。角を折らずとも魔獣と会話のできるその能力を用いて、六章で花魁熊の生息地を抜けるのに貢献する。

### ミューズ商会
『歌姫』 リリアナ・マスカレード
声 - 山根綺
吟遊詩人の歌姫。褐色の肌に金髪の女性。
伝心の加護を持ち、自身の「歌」を通じて心を通わせることができる。
キリタカ・ミューズ
声 - 西山宏太朗
ミューズ商会の党首。
リリアナ・マスカレードのファン。

### 神聖ルグニカ王国

#### 王族
フーリエ・ルグニカ
金髪赤目、八重歯がチャームポイントの少年。ルグニカの王子であるが、よい意味で王族らしくないとクルシュにも評されており、愛嬌のある性格をしている。クルシュとフェリスの二人とは幼馴染であり、幼年期に一目惚れして以来ずっとクルシュに好意を寄せているが告白することはできずにいた。亜人の先祖返りであるフェリスを偏見の目で見ず友だと認めている、心の優しい少年。クルシュとフェリスにとっては王選参加の動機ともなっている。ここぞという場面などにおいて最善手が頭に浮かぶことがあり、ルグニカ王族に稀に現れる、獅子王の血が色濃く出ていることが仄めかされていたが、他の王族達と同様の病にかかり、死亡する。最期には想い人であるクルシュに、「クルシュと結婚式を挙げフェリスを騎士とし3人でずっと共にいる」という夢を語った。
ジオニス・ルグニカ
書籍版ex2にて初登場した人物で、亜人戦争終結時点のルグニカ国王。
ランドハル・ルグニカ
ルグニカ王国第四十一代目国王で、スバルが異世界に飛ばされた時にはすでに故人。王族が次々に病死した出来事の最初の被害者でもある。
ザビーネル・ルグニカ
ルグニカ王国の王族の一人であり、第一王子。最初に発病が確認されており、確認から数日後に急死した。
フォルド・ルグニカ
病死した先代国王の弟とされている人物で、フェルトの父親と注目されている。

#### 賢人会
マイクロトフ・マクマホン
声 - 清川元夢
賢人会の代表。長い白髭を生やした老人。聡明で落ち着きのある人物。
ボルドー・ツェルゲフ
声 - 斉藤次郎
賢人会の1人。禿頭の老人。
かつては武名を馳せた歴戦の雄であり、ヴィルヘルムとは亜人戦争時代からの付き合い。亜人排斥派。

#### 近衛騎士団・軍属
マーコス・ギルダーク
声 - 稲田徹
ルグニカ王国近衛騎士団団長。
厳つい顔と体格の男性で団長として申し分ない強さを持ち、さらにフェリスが差別されないよう配慮するなどの心配りもできる人物。彼の団長就任以降、騎士団の規律は大幅に改善された。
ハインケル・アストレア
声 - 津田健次郎
ルグニカ王国近衛騎士団副団長。ヴィルヘルムとテレシアの息子で、ラインハルトの父。
地位はあくまで名目上でのものであり、実際に仕事をしているところを見たものはいない。その性格は下衆の極みであり、自らに無礼な態度をとったスバルを副団長の立場を用いて斬らせようとしたり、自分の身の安全のためにラインハルトを人質を用いて引き止めるなどした。
昔は実直で真摯な剣士であったが、両親とは異なり剣才に恵まれなかった。テレシアの死は彼にとっても思うところがあったようで、彼の歪んだ性格はその事件によるものだと回想されている。
ラザック・ギルダーク
書籍版Ex2に登場。教導隊の正騎士。現近衛騎士団団長であるマーコス・ギルダークの父親。
ピボット・アーナンシー
亜人戦争時代のボルドーのお目付け役。モノクルを付けた茶色の髪が特徴的な男性で、ツェルゲフ隊の副官を務めた。亜人戦争のアイヒア湿地帯での戦いでリブレの手にかかり戦死。

#### アストレア家
先代『剣聖』 テレシア・ヴァン・アストレア
声 - 高橋未奈美、井上喜久子（白鯨討伐戦時）
先代の剣聖。ラインハルトの実祖母で、ヴィルヘルムの妻にあたる。ラインハルトと同じく青い瞳に長く赤い髪を持つ。
類稀なる剣才を持つが、本人は他者を傷つけることを恐れ、争いを好まない心優しい性格で、花を愛でることを好んだ。ひたすら自身の鍛錬に明け暮れていた兄たちを差し置いて、望まず『剣聖の加護』を授かってしまったことで苦悩していたが、そんなテレシアの姿を見ても兄たちはテレシアに冷たく当たるようなことはせず、最後まで彼女を気遣うことをやめなかった。
戦いを恐れたテレシアの代わりに戦地へ赴いた兄たちがそこで命を落としてしまったことに深く後悔しつつも、それでもなお剣聖の役割を果たせずにいたが、好意を抱いていたヴィルヘルムが窮地に陥った際に、兄弟のように失いたくないという思いから初めて剣聖として戦場で剣を振るった。以後は剣聖としての覚悟を決め、圧倒的な剣才を以って剣鬼と入れ替わりに亜人戦争を終結に導いた。
他者に治ることのない傷を負わせる『死神の加護』を生まれながらに持つ。この加護が彼女が剣を振らない大きな要因だったが、加護と向き合ってからはコントロールできるようになった。
大切な人を守るために剣を取ることを決意したが、逆にヴィルヘルムなりの贖罪と愛情によって剣聖である理由を奪われ、その呪縛から解放される。その後、ヴィルヘルムと結ばれ家庭を設けるが、15年前に息子のハインケルの代わりとして白鯨の討伐に赴き、更に戦闘の只中で『剣聖の加護』がラインハルトに移ってしまったことが原因のひとつとなって死亡する。この一件がアストレア家の不和に繋がることとなった。
先先代『剣聖』 フライバル・ヴァン・アストレア
声 - 水中雅章
先先代の剣聖。本編5章と書籍版Ex2にて登場。名前は書籍版で初出。テレシアの前の剣聖で、テレシアの叔父にあたる人物。亜人戦争が開戦する少し前の時期に剣聖の加護が姪のテレシアに移った。亜人戦争の最中に戦死した。
テムズ・アストレア、カルラン・アストレア、カジレス・アストレア
声 - 石谷春貴（テムズ）、内田修一（カルラン）、竹田海渡（カジレス）
テムズとカルランはテレシアの兄で、カジレスはテレシアの弟。戦えないテレシアの代わりに奮戦し、亜人戦争にて戦死した。
ベルトール・アストレア
テレシア達の父親。亜人戦争時代のアストレア家の当主で、亜人戦争に唯一生き残ったテレシアを溺愛している。剣の実力は人並み以下である。
ティシュア・アストレア
テレシアたちの母親。亜麻色の髪をした、年齢からは想像できないほど若々しく妖艶な美貌を持っている。
ルアンナ・アストレア
ラインハルトの母にして、ハインケルの妻。ラインハルトが2歳のころから「眠り姫」と呼ばれる状態になり、現在まで身体に変化のないまま眠り続けている。
トスカ・アストレア
初代剣聖であるレイド・アストレアの弟。

#### その他
カドモン・リッシュ
声 - 三宅健太
街で果物屋を営む商人。1章と3章のループでスバルのセーブポイントとなった。やくざ者のような見た目・話し方をするが、心根は優しく、ループにより混乱するスバルを何度か介抱している。
ラクシャ・リッシュ、プラム・リッシュ
声 - 山村響（ラクシャ）、田中あいみ（プラム）
カドモンの妻子。
リッケルト・ホフマン
声 - 青山穣
ルグニカ王国の文官。目の隈と顎鬚が特徴。息子はトンチンカンのチン（ラチンス）。
ラッセル・フェロー
声 - 大川透
王都商人組合代表者、貧民街裏路地の顔役。白鯨討伐戦ではミーティアと謳って差し出されたガラケーを対価として、スバルの交渉の手助けをした。
ケティ・ムッタート
声 - 家中宏
長身で痩せており、スバルにオットーを紹介した商人。その正体は魔女教徒であり、ペテルギウスの指先の1人。魔女教の内通者の1人として捕虜となった。
コンウッド・メラハウ
声 - 梅津秀行
グリム・ファウゼン
『剣鬼恋歌』『剣鬼恋譚』にて登場
少年期はヴィルヘルムと同じツェルゲフ隊に所属。初陣でヴィルヘルムに命を救われ、二人だけ生き残った。
ヴィルヘルムの影響がある前は屍兵となった友人を斬る事を躊躇うなど友情に厚い一面も持っていたが『できない理由探し』とヴィルヘルムに称される。それからは臆病者の自分を少しずつ克服していくようになる。
本人は剣よりも盾を使用するのが得意。

### 神聖ヴォラキア帝国

#### 皇族
『第77代皇帝』 ヴィンセント・ヴォラキア
第77代皇帝。若くして兄弟を皆殺しにして皇帝に即位した。旧名はヴィンセント・アベルクス。
帝都でクーデターが発生したため、帝国東端のバドハイム密林に住んでいるシュドラクの民を頼って転移し、アベルと名乗るようになる。
プリスカ・ベネディクト
アベルの腹違いの妹で後のプリシラ・バーリエル。「選定の儀」に敗れて死亡したという偽装をしてルグニカ王国に亡命。

ラミア・ゴドウィン
プリスカの異母姉で故人。従者は後の帝国宰相となるベルステツ。選定の儀に敗れ死亡する。
しかし、帝都決戦の際に、屍兵となって復活する。
サンドラ・ベネディクト
プリスカの母親。プリスカを産んだ後に亡くなっている。
その正体は世界に古くから語り継がれている物語の一つで、神聖ヴァラキア帝国を発祥とした史実に登場する『アイリスと茨の王』のアイリスその人。魂を別の身体に転々としており、現在は九神将の『漆』ヨルナ・ミシグレとして生きている。

#### 帝国上層部
ベルステツ・フォンダルフォン
帝国宰相。選定の儀の際はラミアの軍師として活躍。
第7章ではチシャとともにクーデターを起こし、ヴィンセントを帝都から追放。
『灼熱公』 セリーナ・ドラクロイ
帝国上級伯。その行動の苛烈さから「灼熱公」と呼ばれる女傑でプリシラやロズワールからも一目置かれている。自前の飛竜部隊を持っており、九神将『玖』のバルロイや行商人のフロップやミディアムの元主人でもある。

#### 九神将
『壱』 セシルス・セグムント
ヴォラキア帝国最強の戦士『九神将』の筆頭であり、一将の位を与えられた。『青き雷光』の異名を持つ。青い着物に足下はゾーリで、腰に二振りの刀を差している。1つは『邪剣』ムラサメ、もう1つは『夢剣』マサユメである。実力に関してはラム曰くラインハルト級であり、『ゼロカラオボレルイセカイセイカツ』ではロズワールを圧倒し、ラインハルトに龍剣レイドを抜かせるほど。
『弐』 アラキア
『精霊喰らい』の異名を持つ犬人族の隻眼の少女。プリスカ（プリシラ）の乳姉妹にして、元従者。精霊を喰らうことで力を取り込み、一体となることができる。ただし、力を維持するために常に精霊を補充し続ける必要がある。
『参』 オルバルト・ダンクルケン
シノビの術技を操る90歳超えの小柄な老人。『悪辣翁』の異名を持ち、地面や壁に潜ることや相手のオドを変質させ、子供に戻すことなどができる。
『肆』 チシャ・ゴールド
『白蜘蛛』の異名を持つ白ずくめの軍師。変身能力を持っており、有事にはヴィンセントの替え玉としても活躍する。
本編ではクーデターに参加しており、逃亡したヴィンセントの代わりを務めている。
帝都決戦の際にヴィンセントをかばい死亡。
『伍』 ゴズ・ラルフォン
『獅子騎士』の異名を持つたたき上げの軍人で黄金の鎧をまとっている。ヴィンセントへの忠誠心は高く、クーデターの際にはチシャとベルステツによって牢獄に閉じ込められていた。
『陸』 グルービー・ガムレット
『呪具師』の異名を持つ全身に武器を纏った鬣犬人。「クソ」が口癖。セシルスの『邪剣』ムラサメを剣から刀へ打ち直した。
『漆』 ヨルナ・ミシグレ
『極彩色』の異名を持つ狐人。ヴォラキア帝国の南東にある「魔都カオスフレーム」の主。
魂婚術と呼ばれる秘術の使い手で、彼女の寵愛を受けた住民の身体能力を底上げする力を持つ。
『捌』 モグロ・ハガネ
『鋼人』の異名を持つ希少な存在。実態はモグロの外見と、鋼人の種族的特性に便乗し、鋼人を自称しているだけの存在。ヴァラキア帝国の一部に限り鋼人でないと知られている。他の九神将と比べて接しやすいとされている。
『玖』 バルロイ・テメグリフ
『魔弾の射手』の異名を持つ槍使い。飛龍を自在に操り、上空から狙撃魔法を撃つ。もともとは灼熱公セリーナ・ドラクロイの従者。
王都に出稼ぎに言った末ラインハルトに討たれた義兄マイルズの復讐を果たすため、ルグニカ王国の使節団が帝国に入国したタイミングで帝国を裏切り、ラインハルトに一矢報いようとするが、直接手を合わせることもできずにユリウスに討たれる。
その後、第7章での帝都決戦にて、屍兵として復活し、皇帝の影武者として動いていたチシャを魔弾によって仕留める。
新『玖』 マデリン・エッシャルト
バルロイの後任の九神将『玖』で『飛竜将』の異名を持つ竜人。

#### 帝国上級兵
ズィクル・オスマン
ヴォラキア帝国二将。「女好き」の異名を持ち、（たとえ女装であったとしても）女性には紳士的にふるまう。
かつては「臆病者」の二つ名を持っており、指揮官としては優秀なものの、目立った戦果が少なかったためそのように呼ばれていた。
城塞都市グァラルに攻め込んできた女装したアベルが自身のことを臆病者と呼ぶのを見て、アベル＝ヴィンセントであると確信。降伏して味方になる。
カフマ・イルルクス
ヴォラキア帝国二将。虫籠族の青年。皇帝に忠誠を誓ってはいるものの、本物の皇帝がアベルであると知らないため、偽皇帝に従っている。
かつてはゴズの推奨でバルロイの後任として、九神将になる予定であったが、同族がバルロイの反乱に加担していたことの責任を取るため、新たな虫を体内に取り込む最中であり、有事の際に役に立てない可能性を危惧して辞退。マデリンが九神将になったため実現しなかった。

#### 帝国一般兵
トッド・ファング
ヴォラキア帝国上等兵。片手斧を武器としている。ズィクルの命でバドハイム密林の監視を行っている。
第７章でスバルが初めて出会ったヴォラキア帝国人であり、当初はスバルを帝国の貴族と勘違いし、好意的に接していた。
その本性は非常に狡猾であり、残忍。トッドが残忍な本性を見せた直後に死に戻りしたスバルがトッドを警戒するような眼を見せただけで、ナイフを刺すなど非常に危ない人物である。また、大罪司教などと違い、心理戦も通じないためスバルとの相性は最悪。
また、仲間に対する思い入れも皆無であり上司であり、婚約者の兄でもあるジャマルですら、危なくなったら捨て駒にする。そのうえ、死んだ人間には一切興味がなく、ジャマルがどちらの眼に眼帯をしていたかすら忘れそうになる危険人物。
ジャマル・オーレリー
ヴォラキア帝国上等兵。二刀流を武器としており、部下のトッドと同様バドハイム密林の監視を行っている。
グァラルの戦いでトッドに捨て駒にされて死んだと思われていたが、捕虜となっていた。その際、アベルが本当の皇帝であり、帝都にいるのは偽物の皇帝であると知ったため、以降はアベルの味方になる。

#### シュドラクの民
バドハイム密林で暮らす女性のみで構成された部族。帝国とは不可侵条約を結んでいるものの、アベルが血盟の儀を行ったことにより、協力して帝都に反攻するようになる。スバルは始めて目にした際にアマゾネスのような部族だという感想を持った。
ミゼルダ
族長。アベルやフロップのような顔がいい男には目がない。城塞都市グァラルでの戦いで片足を失ったことにより族長の座を妹のタリッタに譲る。
タリッタ
ミゼルダの妹であり、ミゼルダが負傷したことにより族長の座を譲り受ける。シュドラクの星詠みであるマリウリから「黒い髪、黒い目の旅人が大災を起こす」という予言を受けたことにより黒髪の旅人であるスバルを狙っていたが、同行しているうちに敵視することをやめる。その後はシュドラクの族長としてアベル、エミリア一行とともに帝都ルプガナを目指す。
ホーリィ
シュドラクの民でふくよかな女性。髪を黄色に染めている。
クーナ
シュドラクの民で冷静な性格。髪を緑色に染めている。
ウタカタ
シュドラクの民で外見年齢10前後の少女。星詠みマリウリの娘。自分のことをウー、スバルのことをスーなど独自の呼び方をする。スバルがトッドに対して「密林に魔獣がいる」という提言をしたBAD ENDルートでは密林を燃やされ、同胞の命を奪われたことから、スバルを毒矢で射殺する。

#### プレアデス戦団
元々は剣奴孤島ギヌンハイブの剣奴と看守。本編31巻で幼児化したスバルと協力し、スバル=ヴィンセント・ヴォラキアの隠し子という嘘に騙されてはいるが、一致団結して、帝都ルプガナを目指す。
セシルス・セグムント
ギヌンバイブで最初にスバルが出会ったワソーの少年。九神将『壱』のセシルス・セグムント本人であり、オルバルトに化けたチシャにより幼児化されていた。スバルがギヌンハイブ全員を味方にしようとする際に一人だけハブられるが、その理由をスバルに聞いたときに感銘を受け、以降スバルのことを「ボス」と呼び慕うようになる。
九神将であった時の記憶は失われており、幼児化の秘術の影響をスバルに知らしめることになった。

タンザ
鹿人の少女でキモノを着ている魔都カオスフレームの紅瑠璃城の案内役。ヨルナの寵愛を最も深く受けており、魂婚術によって身体能力も大幅に強化されている。カオスフレームを襲った大罪を消滅させるための犠牲になったと思われたが、幼児化したスバルに救われて、剣奴孤島ギヌンハイブに転移させられる。
ギヌンハイブではギルティラウとのスパルカや襲い掛かるアラキアとトッドに立ち向かう際の心の支えとなり、戦団の中で唯一「スバル≠ヴィンセントの隠し子」でないことを明かされる。
グスタフ・モレロ
多腕族で、剣奴孤島ギヌンハイブで総督を務めていた。先代の総督がウビルクの反乱を止められなく処刑されたため、後任の総督に着任した。ギヌンハイブでの規律を守るため、スパルカを命じることはあるものの剣奴同士での無駄な殺しあいは怒らないように活動しており、剣奴からの信頼も厚い。
ヒアイン・ヤッツ
蜥蜴人。背景と同化して姿を消すことができる。もともとは奴隷商に目をつけられたため、仲間を助けるために囮になってギヌンハイブに送られた。
臆病者だと思われているが、いざというときには勇敢に立ち向かい、ギヌンハイブが全滅するBAD ENDではスバルを背負って逃げる姿も見せた。
ヴァイツ・ログン
全身に入れ墨のある禿頭の男。ヒアインにはドクロ顔と呼ばれている。もともとは鉄血都市グララシア出身の武具職人。勤め先で仕入れていた武具の具材が横流しされていた時に冤罪により「罪人」となって、それ以降本当に罪を重ねることも増え、ギヌンハイブに送られた。
イドラ・ミサンガ
自称戦士の粉ひき屋の倅。故郷の村の酒場に立ち寄った男とイドラの従姉妹が共謀したことで、家族と財産を失い、路頭に迷うことになり、結果、ギヌンハイブに送られた。
戦士にあこがれており、ギヌンハイブが全滅するBAD ENDではスバルが逃げる時間を稼ぐため、トッドにたち向かった。

#### 一般人
フロップ・オコーネル
城郭都市グァラルでスバルと知り合った行商人兄妹の兄で商談担当。初対面の時夫婦であると紹介されたことから、スバルのことを「旦那くん」、レムのことを「奥さん」と呼ぶ。城郭都市グァラルで帝国兵との争いに巻き込まれたことからスバルとともに行動するようになる。帝国民でありながら武力での解決を好んでいない傾向があり、アベルとも口論になることも多い。
九神将『玖』のバルロイの駆る飛竜カリオンの牙を首から下げており、バルロイやマイルズのことを義兄として慕っていた。
屍人との戦いの際には終結後に妹のミディアムを皇妃の一人にしてくれとアベルに頼み込み承諾を得る。
ミディアム・オコーネル
城郭都市グァラルでスバルと知り合った行商人兄妹の妹で戦闘担当。兄のフロップよりも身長が大きい。帝国兵とも渡り合えるだけの技量がある。本人は無自覚だが『高揚の加護』を有しており、当人の気持ちが盛り上がるほど肉体がその意思に呼応して身体能力が跳ね上がる。魔都カオスフレームでの戦いでオルバルトによって幼児化される。
屍人との戦いの際にフロップによって終結後にはアベルの皇妃になることが約束されてしまう。
ロウアン・セグムント
城郭都市グァラルの酒場に入りびたりになっている青髪の初老の男性。セシルスの実の父親。
『星詠み』であり天命は『天剣』へ至ること。
刀を武器にしており、グァラルの酒場の中でも一番の使い手とのことだが、スバルとトッドが争ったループではその実力を発揮することなくトッドに殺されている。
ウビルク
魔眼族。帝国の『星詠み』で、元々は剣奴孤島ギヌンハイブの剣奴でアルとも旧知の仲。アベルが皇帝になった後でギヌンハイブを巻き込んだ反乱を起こし、そのすきに離島。
その後は、アベルに近づき皇帝直属の『星詠み』として活動する。
本編のクーデターにも間接的にかかわっており、「ヴィンセント・ヴォラキアの死を合図にに大災が起こる」という夢を見たことをアベルとチシャに話したため、チシャがクーデターを起こすきっかけとなった。

#### 過去の人物
八つ腕のクルガン
声 - 黒田崇矢
八つの腕を持つ多腕族の大男。ヴォラキアの英雄と呼ばれている。10数年前に、ヴォラキア帝国の都市防衛の戦いの中で戦死したと言われている。
マイルズ
灼熱公セリーナ・ドラクロイの従者で九神将バルロイの義兄。バルロイに飛龍使いとしての教育と生き方を教えた。出世のため、王国に出稼ぎに来ていたところをラインハルトに討たれる。

### その他

#### カララギ都市国家群
「荒地のホーシン」
かつてカララギに現れた天才商人。
政治・法律から、文化に至るまであらゆることに改革をもたらした。その中に「ワフー建築」や「ダイスキヤキ」が含まれていることから、異世界人であることをスバルから確実視されている。
『礼賛者』 ハリベル
『Re:IFから始める異世界生活』に登場。後に本編第八章にて登場したカララギ最強の狼人。
シノビの術技を扱うことに加えて呪術にも精通しており、呪殺を得意としている。
EXではナツキ家の長屋の管理人であり、スバルからは「ハーさん」と呼ばれる仲。

#### 四大精霊
『調停者』 メラクェラ
声 - 玄田哲章
『Re:ゼロから始める前日譚 氷結の絆』に登場。
火の大精霊である「調停者」世界のバランスを保つために活動して、重度の危機的要因を感知しては、その炎で容赦なく焼き払う。元々は小さな微精霊の一体だったが、長い時を経て大精霊に成長した。
『通り魔』 ザーレスティア
『Re:IFから始める異世界生活』に登場。『最も美しい死神』。通称ティア。
EXではナツキ家の家族のような関係になっている。
『石塊』 ムスペル
『霊獣』 オドグラス

#### エミリア陣営の家族
菜月 賢一（なつき けんいち）
声 - 鳥海浩輔
スバルの父。社交的かつ豪放磊落な人物で、周囲の人々から広く慕われている。スバルの他者に馴れ馴れしい態度や向こう見ずさはこの父を真似たものだったが、それが意図せずスバルの孤立する原因となってしまった。生粋のマヨラー。
菜月 菜穂子（なつき なほこ）
声 - 柚木涼香
スバルの母。とてつもなくマイペースで、自覚なく話題がコロコロと変わるが、本人としては一つの話をしているので、最後にはちゃんと話が着地する。賢一と同じくマヨラーで、スバルを深く愛している。スバルの目つきの悪さは彼女譲り。
フォルトナ
声 - 戸松遥
エミリアの養母。エミリアの父の妹であり、血縁上はエミリアの叔母に当たる。
パンドラとは兄夫婦（エミリアの両親）の死を巡って因縁があるが、魔女教全体を敵視しているわけではなく、穏健派のジュースには深い信頼と好意を寄せていた。
エリオール大森林でパンドラとレグルスの襲撃を受けた際、パンドラの権能によってフォルトナをパンドラだと誤認させられたジュースによって殺害された。
アーチ
声 - 浪川大輔
エミリアの義兄。エルフの森がレグルスとパンドラに襲撃された際、フォルトナにエミリアを逃がすよう託されたが、道中で黒蛇に襲われて死亡した。
クオーク、テマエ
声 - 千葉進歩（クオーク）、木村亜希子（テマエ）
ラムとレムの両親。
リアラ・トンプソン（リーシア・ティンゼル）
声 - 遠藤綾
フレデリカとガーフィールの母親。記憶を失っていたが、ガーフィールとの接触後に取り戻した様子。ガーフィールにはその事実を伝えていない。
ギャレク・トンプソン
声 - 山本兼平
現在のリアラの夫。現在は色欲の権能で黒竜の姿になっている。エミリアによりコールドスリープ中。記憶を失ったリーシアの名付け親。
フレド・トンプソン
声 - 本村玲奈
ガーフィールたちの弟。本人は知らない。ガーフィールに懐いている。フレデリカと名前の響きが似ている。
ラフィール・トンプソン
声 - 佳原萌枝
フレドの姉。ガーフィールを敵視している。ガーフィールに名前の響きが似ている。
マゼラン・スーウェン、フラミル・スーウェン
声 - 三浦勝之（マゼラン）、八巻アンナ（フラミル）
オットーの両親。
オスロー・スーウェン
声 - 大津愛理（少年時代）、石狩勇気（青年時代）
オットーの兄。
リゲル
EXにおけるスバルとレムの息子。両親に振り回されている。角は1本で両親の過去については知らない。青い髪の三白眼。シスコン。スバルが興した節分行事から『節分の王』とも呼ばれる。
スピカ
EXにおけるスバルとレムの娘。2歳。黒髪。

## 用語
死に戻り
異世界召喚されたスバルが唯一得た、運命に抗う特殊能力。
自分の死亡と共に時間を巻き戻すという強力な力だが、死亡する際にはそれ相応の苦痛が伴う。
セーブポイントというべき死に戻りの基準点があり、死んだ際はそこまで時間が巻き戻り、再びそこからやり直すことになる。セーブポイントはスバルが死の運命を回避した際にのみ更新され、またそれ以前に戻ることはできない。スバルの死を起点として時間を巻き戻す、あるいは死亡時にスバルの精神が並行世界へ移されるなど、その原理は諸説あるが、明らかにされてはいない。それと、死に戻りのことを他者に口外することは一切できず、しようとするとスバルの心臓が握り潰されるような激痛が走り、最後まで口にするとスバル自身、もしくは話した相手の心臓が握り潰される。
ルグニカ王国
スバルの召喚先で、物語の舞台となる大陸の東端に位置する国家。典型的な中世ファンタジー世界における王国であり、城下町には人間だけでなく獣人や亜人も普通に歩いている。
数百年前に当時の国王と盟約を交わした神竜ボルカニカに守られて国が繁栄してきたと伝えられており、『親龍王国』とも呼ばれている。
王族全員が次々と謎の病に倒れ伏してしまったため、現在王位を継承することができる人物はいない。そのため賢人会は、神龍と対話する資格を持つとされる者を次期国王候補として全土から募り、その中で勝ち抜いた者を次期国王にすることを定めた。
正統な王家の血を継ぐ者の特徴としては「金髪赤眼」が挙げられる。
王選
ルグニカの新たな王の選出。スバルが異世界に召喚される半年ほど前に国王をはじめ王族全員が流行り病で亡くなったため、竜歴石の啓示に従い新たな王を竜と意思を通わせることができる竜の巫女の素質を持つ5人の中から選ぶこととなった。エミリアがフェルトに奪われた徽章は王候補の証である。
賢人会
名家の人間によって構成される、王の補佐をする集団。先王の存命中から実質的に政治を取り仕切ってきた。
竜歴石
ルグニカに存亡の危機が迫った時に啓示が記される石版。

グステコ聖王国
北方にある国家。呪術の発祥の地。ルグニカより寒く、エルザの出身地でもある。
カララギ都市国家群
西方にある国家。伝説的な大商人・ホーシンが建国した。日本と同じ和風建築や和食文化が存在しており、スバルは自身と同じ日本人が関わっていると推測している。関西弁に似た訛りが話されている。
ヴォラキア帝国
王国南方にある国家。王国とたびたび小競り合いを起こしている。
魔獣
『暴食の魔女』 ダフネが生み出したと言われる、人に仇なす邪悪な獣。その角を折ることができれば、魔獣を従えることができる。メィリィは角を折らずとも魔獣と意思を疎通でき、言うことを聞かせることもできる特殊な能力を持っている。
白鯨
三大魔獣の一。空を泳ぐ全長50mに及ぶ白い鯨。
霧とともに平原などに出現し、通り道にあるものを喰らう。見つかれば基本的に逃げられないため、商人たちは白鯨を見ると死を覚悟し、白鯨の情報も損得勘定なしに彼らの間で共有されている。危険を感じると身体中に生じる口から「消滅の霧」を放ち、触れたものの存在を世界から消し去る。消し去られたものは記憶にも記録にも残らない。回復する時間を稼ぐために、3体に分裂して（うち一体のみが本物で、残り2体はマナでできた軽い偽物ではあるが）、分身の2体を戦わせることもできる。最終的に、クルシュ陣営とアナスタシア陣営の協力を得たスバル達によって討伐された。
大兎
三大魔獣の一。1匹1匹は手のひらに乗りそうなほどの白くて可愛らしい兎が、数万の群れをなして行動するもの。多兎、転じて大兎。
見た目に反して強靭な口と胃袋を持ち、動物ならなんでも残さず食べる。それ全体で1つの生き物とされ、群れの中にリーダーは存在しないが、その尽きない食欲が彼らを統率する。食物があるなら一定の数となるまで分裂して増殖し、食物がない時は共食いによって腹を満たし、殺された仲間も食べて糧にするなど、生物として歪さを感じさせる生態をもつ。知能は低いが、それゆえに死を恐れずに敵にかじりつくことができ、一度噛み付いたら死ぬまで離さない。一体一体はそこまでの脅威ではないが、いかんせん数が多く、また一体でも生き残れば素早く増殖するため倒しきることは困難。マナにおびき寄せられる性質がある。
最終的に、ベアトリスのアル・シャマクによって群れごと異空間へ転移された後、直ぐに共食いをし、最後の1匹になった後、再び増殖・共食いのサイクルを永遠に繰り返し続けた。
黒蛇
三大魔獣の一。地面の下を這う何者か。通る地面には黒い筋が生まれ、生物の生きられない土地と化す。また、自らの下を通られたものは体が黒変し、遠からず死亡する。
制御の一切効かない、純粋な天災とされる魔獣。パンドラは制御が可能。

魔女教
400年前に封印された『嫉妬』の魔女サテラを信奉する団体。とはいうものの、その組織体系、人員数、行動目的、何もかもが不明。しかしいくらかわかっていることもあり、大罪司教と無表情で行動する部下たちがいる。大罪司教は勿論のことだが、部下たちの戦闘力も低くなく、集団でかかればレムを相手取ることができる程強い。魔女教に入る素質がある者には「福音書」と呼ばれる本が送られ、それを開いてしまうと魔女教に加入することになるという話もある。「福音書」には、それに魅入られた者の行動するべき内容が曖昧模糊であるが書かれている。『嫉妬』の魔女を復活させようとしているとも言われる。それぞれの大罪司教は『虚飾』の魔女であるパンドラが指名している。
大罪司教
七つの大罪のうち嫉妬以外の6つをその名を冠している、魔女教の幹部。魔女教自体が組織だった存在ではないため、互いを嫌悪している者も多く、仲間割れすることすらある。「魔女因子」と呼ばれるものを持っており、それによって魔法、呪術、加護とも異なる『権能』と呼称される能力を操る。地球における恒星と関連した名前を持ち、その恒星に関する逸話と魔女因子の権能との間に何らかの関連性があることが示唆されている。なお当代の『傲慢』担当は空席となっているが、ペテルギウスがスバルのことを『傲慢』ではないかと疑ったことがあり、またIFの世界を描いた短編『ゼロカラアヤマツイセカイセイカツ』では実際にスバルが『傲慢』を名乗っている。

マナ
大気中に満ちている魔力のこと。
ゲートを通して生物の体内に取り込まれ、魔法を使用する際に消費される。また、精霊のエネルギー源でもある。体内のマナが枯渇すると衰弱し、死に至る。
オド
全ての生命が生まれつき持っている魔力の核であり源。体内に取り込まれたマナを蓄える器でもある。
オド自体をマナと同じ用途に用いることも出来るが消耗したオドは二度と回復せず、使い続けた場合最終的には廃人となってしまう。
ゲート
すべての生命に備わっている、マナを吸収もしくは放出するための門。これの数や質には個人差があり、魔法使いとしての適性にも大きく影響している。
魔法
魔法は自分の体内に存在するマナを、ゲートを通して放出することで使用する。火・水・風・土の基本4属性に陰・陽の2属性を加えた6属性に分類される。火属性は熱量に関する魔法で、冷気もこれに含まれる。水属性の魔法は治癒魔法が代表的。陰属性は相手の視界を遮る闇を作ったり、重力を無効化したり、時間の流れを変えたりと時空に干渉する魔法が多い。氷を使う魔法は火属性と水属性の両方に存在している。
基本4属性のうちのいずれか1つに適性を持つ者が多く、陰属性や陽属性に適性を持つ者は少ない。
精霊
マナをエネルギー源として活動する超自然的な存在。精霊のうち十分な格を得る前のものは準精霊、さらに未熟なものは微精霊と呼ばれる。精霊は人間と契約を交わして力を貸すことがあるが、強力な精霊ほど契約内容は厳しく、契約できる人間は限られる。精霊と契約した者は精霊使いと呼ばれ、魔法に似た精霊術を使用できる。
精霊術は魔法と異なり、大気中のマナを使用するうえ、使える術の強さは契約精霊次第である。
ミーティア
一般人でも魔法のような現象を起こすことができる、魔道具の総称。
地竜
乗用、運搬用などに広く利用されている竜の一種。大きなトカゲのような見た目で、さまざまな種が存在する。すべての地竜は「風除け」の加護を得ており、地竜や乗り手、地竜が引く車は風の影響や揺れを受けずに走ることができる。
亜人
エルフ、巨人、鬼、獣人など、人間と似て非なる種族の総称。『嫉妬』の魔女と同じハーフエルフへの差別が次第に亜人全体への差別に発展し、約50年前にはルグニカにおいて人間と亜人連合の間で「亜人戦争」と呼ばれる大規模な内戦が勃発した。亜人戦争は10年ほど続いた末に和平が結ばれて終戦し、現在では王都でも亜人が生活している。しかし差別・偏見は完全には無くなっておらず、特にハーフエルフに対するそれは今も根深く残っている。
加護
個人や種族が持つ特別な能力。「世界からもたらされる福音」とも表現される。風の影響を受けずに走ることができる「風除け」の加護など、色々な加護がある。基本的には生まれつき有するものであり、後天的に得ることはほとんど無いが、ラインハルトのように様々な加護を後天的に得られる者がいるなど、稀な例外も存在する。

## 既刊一覧

### 小説
長月達平（著）・大塚真一郎（イラスト、短編集3 - 11ではキャラクター原案、短編集11では本文イラスト）・楓月誠（イラスト〈短編集3〉）・イセ川ヤスタカ（イラスト〈短編集4 - 6〉）・福きつね（イラスト〈短編集7 - 11〉）、KADOKAWA メディアファクトリー〈MF文庫J〉、既刊59巻+4巻（本編41巻、短編集12巻、外伝6巻、円盤特典4巻）
本編はWeb版を加筆修正したものを収録。特に第8巻と第4章についてはWeb版から大幅に変更されている。短編集と外伝であるExは『月刊コミックアライブ』に掲載された短編と書き下ろしエピソードを収録。円盤特典小説全4巻については2016年版アニメBD・DVDの初回購入特典及び全巻購入特典で各巻約290Pの書き下ろしエピソードを収録。
| 巻数 | タイトル                                                | 初版発行日     | 発売日         | ISBN              | 備考   |
| ---- | ------------------------------------------------------- | -------------- | -------------- | ----------------- | ------ |
| 1    | Re:ゼロから始める異世界生活1                            | 2014年1月31日  | 2014年1月24日  | 978-4-04-066208-4 | 第一章 |
| 2    | Re:ゼロから始める異世界生活2                            | 2014年2月28日  | 2014年2月25日  | 978-4-04-066309-8 | 第二章 |
| 3    | Re:ゼロから始める異世界生活3                            | 2014年3月31日  | 2014年3月25日  | 978-4-04-066334-0 | 第二章 |
| 4    | Re:ゼロから始める異世界生活4                            | 2014年6月30日  | 2014年6月25日  | 978-4-04-066780-5 | 第三章 |
| 5    | Re:ゼロから始める異世界生活5                            | 2014年10月31日 | 2014年10月24日 | 978-4-04-067122-2 | 第三章 |
| 6    | Re:ゼロから始める異世界生活6                            | 2015年3月31日  | 2015年3月25日  | 978-4-04-067468-1 | 第三章 |
| 6    | Re:ゼロから始める異世界生活6 ラバーストラップ付き特装版 | 2015年3月31日  | 2015年3月25日  | 978-4-04-067191-8 | 第三章 |
| 7    | Re:ゼロから始める異世界生活7                            | 2015年9月30日  | 2015年9月25日  | 978-4-04-067780-4 | 第三章 |
| 8    | Re:ゼロから始める異世界生活8                            | 2016年3月31日  | 2016年3月25日  | 978-4-04-068177-1 | 第三章 |
| 9    | Re:ゼロから始める異世界生活9                            | 2016年9月30日  | 2016年9月23日  | 978-4-04-068627-1 | 第三章 |
| 10   | Re:ゼロから始める異世界生活10                           | 2016年10月31日 | 2016年10月25日 | 978-4-04-068676-9 | 第四章 |
| 11   | Re:ゼロから始める異世界生活11                           | 2016年12月25日 | 2016年12月23日 | 978-4-04-068770-4 | 第四章 |
| 12   | Re:ゼロから始める異世界生活12                           | 2017年3月25日  | 同左           | 978-4-04-069143-5 | 第四章 |
| 13   | Re:ゼロから始める異世界生活13                           | 2017年6月25日  | 2017年6月24日  | 978-4-04-069285-2 | 第四章 |
| 14   | Re:ゼロから始める異世界生活14                           | 2017年9月25日  | 同左           | 978-4-04-069459-7 | 第四章 |
| 15   | Re:ゼロから始める異世界生活15                           | 2017年12月25日 | 同左           | 978-4-04-069611-9 | 第四章 |
| 16   | Re:ゼロから始める異世界生活16                           | 2018年3月25日  | 2018年3月24日  | 978-4-04-069816-8 | 第五章 |
| 17   | Re:ゼロから始める異世界生活17                           | 2018年9月25日  | 同左           | 978-4-04-065158-3 | 第五章 |
| 18   | Re:ゼロから始める異世界生活18                           | 2018年12月25日 | 同左           | 978-4-04-065380-8 | 第五章 |
| 19   | Re:ゼロから始める異世界生活19                           | 2019年3月27日  | 同左           | 978-4-04-065628-1 | 第五章 |
| 20   | Re:ゼロから始める異世界生活20                           | 2019年6月25日  | 同左           | 978-4-04-065795-0 | 第五章 |
| 21   | Re:ゼロから始める異世界生活21                           | 2019年9月25日  | 同左           | 978-4-04-064006-8 | 第六章 |
| 22   | Re:ゼロから始める異世界生活22                           | 2020年3月25日  | 同左           | 978-4-04-064553-7 | 第六章 |
| 23   | Re:ゼロから始める異世界生活23                           | 2020年6月25日  | 同左           | 978-4-04-064730-2 | 第六章 |
| 24   | Re:ゼロから始める異世界生活24                           | 2020年9月25日  | 同左           | 978-4-04-064945-0 | 第六章 |
| 25   | Re:ゼロから始める異世界生活25                           | 2020年12月25日 | 同左           | 978-4-04-680080-0 | 第六章 |
| 26   | Re:ゼロから始める異世界生活26                           | 2021年3月25日  | 同左           | 978-4-04-680330-6 | 第七章 |
| 27   | Re:ゼロから始める異世界生活27                           | 2021年6月25日  | 同左           | 978-4-04-680510-2 | 第七章 |
| 28   | Re:ゼロから始める異世界生活28                           | 2021年12月25日 | 2021年12月24日 | 978-4-04-680998-8 | 第七章 |
| 29   | Re:ゼロから始める異世界生活29                           | 2022年3月25日  | 同左           | 978-4-04-681286-5 | 第七章 |
| 30   | Re:ゼロから始める異世界生活30                           | 2022年6月25日  | 2022年6月24日  | 978-4-04-681476-0 | 第七章 |
| 31   | Re:ゼロから始める異世界生活31                           | 2022年9月25日  | 2022年9月22日  | 978-4-04-681748-8 | 第七章 |
| 32   | Re:ゼロから始める異世界生活32                           | 2022年12月25日 | 2022年12月23日 | 978-4-04-682041-9 | 第七章 |
| 33   | Re:ゼロから始める異世界生活33                           |                | 2023年3月29日  | 978-4-04-682331-1 | 第七章 |
| 34   | Re:ゼロから始める異世界生活34                           |                | 2023年6月23日  | 978-4-04-682567-4 | 第八章 |
| 35   | Re:ゼロから始める異世界生活35                           |                | 2023年9月25日  | 978-4-04-682863-7 | 第八章 |
| 36   | Re:ゼロから始める異世界生活36                           |                | 2023年12月25日 | 978-4-04-683156-9 | 第八章 |
| 37   | Re:ゼロから始める異世界生活37                           |                | 2024年3月25日  | 978-4-04-683470-6 | 第八章 |
| 38   | Re:ゼロから始める異世界生活38                           |                | 2024年6月25日  | 978-4-04-683704-2 | 第八章 |
| 39   | Re:ゼロから始める異世界生活39                           |                | 2024年9月25日  | 978-4-04-684004-2 | 第九章 |
| 40   | Re:ゼロから始める異世界生活40                           |                | 2025年3月24日  | 978-4-04-684634-1 | 第九章 |
| 41   | Re:ゼロから始める異世界生活41                           |                | 2025年6月25日  | 978-4-04-684890-1 | 第九章 |

| 巻数 | タイトル                             | 初版発行日     | 発売日         | ISBN              |
| ---- | ------------------------------------ | -------------- | -------------- | ----------------- |
| 1    | Re:ゼロから始める異世界生活 短編集1  | 2014年12月31日 | 2014年12月25日 | 978-4-04-067197-0 |
| 2    | Re:ゼロから始める異世界生活 短編集2  | 2016年6月30日  | 2016年6月24日  | 978-4-04-068414-7 |
| 3    | Re:ゼロから始める異世界生活 短編集3  | 2017年12月25日 | 同左           | 978-4-04-069609-6 |
| 4    | Re:ゼロから始める異世界生活 短編集4  | 2019年3月27日  | 同左           | 978-4-04-065629-8 |
| 5    | Re:ゼロから始める異世界生活 短編集5  | 2019年9月25日  | 同左           | 978-4-04-064126-3 |
| 6    | Re:ゼロから始める異世界生活 短編集6  |                | 2020年7月20日  | 978-4-04-064585-8 |
| 7    | Re:ゼロから始める異世界生活 短編集7  |                | 2022年6月24日  | 978-4-04-681478-4 |
| 8    | Re:ゼロから始める異世界生活 短編集8  | 2022年12月25日 | 2022年12月23日 | 978-4-04-682042-6 |
| 9    | Re:ゼロから始める異世界生活 短編集9  |                | 2023年9月25日  | 978-4-04-682862-0 |
| 10   | Re:ゼロから始める異世界生活 短編集10 |                | 2024年3月25日  | 978-4-04-683471-3 |
| 11   | Re:ゼロから始める異世界生活 短編集11 |                | 2024年10月25日 | 978-4-04-684160-5 |
| 12   | Re:ゼロから始める異世界生活 短編集12 |                | 2025年4月25日  | 978-4-04-684719-5 |

| 巻数 | タイトル                                     | 初版発行日     | 発売日         | ISBN              | 備考        |
| ---- | -------------------------------------------- | -------------- | -------------- | ----------------- | ----------- |
| 1    | Re:ゼロから始める異世界生活Ex 獅子王の見た夢 | 2015年6月30日  | 2015年6月25日  | 978-4-04-067685-2 | [ 注釈 25 ] |
| 2    | Re:ゼロから始める異世界生活Ex2 剣鬼恋歌      | 2015年12月31日 | 2015年12月25日 | 978-4-04-068009-5 |             |
| 3    | Re:ゼロから始める異世界生活Ex3 剣鬼恋譚      | 2018年6月25日  | 同左           | 978-4-04-069953-0 |             |
| 4    | Re:ゼロから始める異世界生活Ex4 最優紀行      | 2019年12月25日 | 同左           | 978-4-04-064265-9 |             |
| 5    | Re:ゼロから始める異世界生活Ex5 緋色姫譚      | 2021年9月25日  | 同左           | 978-4-04-680768-7 |             |
| 6    | Re:ゼロから始める異世界生活Ex6 剣鬼戦歌      |                | 2024年12月25日 | 978-4-04-684340-1 |             |

| タイトル                                   | 初版発行日     | 発売日         | ISBN              | 備考 |
| ------------------------------------------ | -------------- | -------------- | ----------------- | ---- |
| Re:ゼロから始める異世界生活 Re:zeropedia   | 2016年10月31日 | 2016年10月25日 | 978-4-04-068741-4 |      |
| Re:ゼロから始める異世界生活 Re:zeropedia 2 |                | 2023年3月29日  | 978-4-04-682322-9 |      |

| タイトル                               | 入手                           | 発売日         | 備考              |
| -------------------------------------- | ------------------------------ | -------------- | ----------------- |
| Re:ゼロから始める前日譚 氷結の絆       | 2016年版BD / DVD 1巻初回生産版 | 2016年6月24日  | OVA 氷結の絆 原作 |
| Re:ゼロから始める前日譚 隠れ里の鬼姉妹 | 2016年版BD / DVD 5巻初回生産版 | 2016年10月26日 |                   |
| Re:ゼロから始める前日譚 陣営結成秘話   | 2016年版BD / DVD 9巻初回生産版 | 2017年2月24日  |                   |
| Re:IFから始める異世界生活              | 2016年版BD / DVD 全巻購入特典  |                |                   |

### 漫画
Re:ゼロから始める異世界生活 第一章 王都の一日編
『月刊コミックアライブ』（KADOKAWA）2014年8月号から2015年4月号まで連載。作画はマツセダイチ。
1. 2014年10月31日初版第一刷発行（10月23日発売）、ISBN 978-4-04-066875-8
2. 2015年3月31日初版第一刷発行（3月23日発売）、ISBN 978-4-04-067280-9
  - 「ラバーストラップ付き特装版」2015年3月31日初版第一刷発行（同日発売）、ISBN 978-4-04-067235-9

Re:ゼロから始める異世界生活 第二章 屋敷の一週間編
『月刊ビッグガンガン』（スクウェア・エニックス）2014年12月号から連載し、2017年1月号で本編は最終回となった。その後2月号に特別編が掲載され、5月号から11月号まで短編シリーズが連載された。作画は楓月誠。
1. 2015年3月23日発売、ISBN 978-4-7575-4591-5
2. 2015年12月22日発売、ISBN 978-4-7575-4747-6
3. 2016年6月22日発売、ISBN 978-4-7575-5025-4
4. 2017年3月22日発売、ISBN 978-4-7575-5256-2
5. 2017年12月21日発売、ISBN 978-4-7575-5567-9

Re:ゼロから始める異世界生活 第三章 Truth of Zero
『月刊コミックアライブ』（KADOKAWA）2015年7月号から2019年11月号まで連載。作画はマツセダイチ。
1. 2015年12月31日初版第一刷発行（12月22日発売）、ISBN 978-4-04-067828-3
2. 2016年3月31日初版第一刷発行（3月23日発売）、ISBN 978-4-04-068220-4
3. 2016年7月31日初版第一刷発行（7月23日発売）、ISBN 978-4-04-068279-2
4. 2016年12月23日初版第一刷発行（同日発売）、ISBN 978-4-04-068815-2
5. 2017年3月23日初版第一刷発行（同日発売）、ISBN 978-4-04-069166-4
6. 2017年8月23日初版第一刷発行（同日発売）、ISBN 978-4-04-069372-9
7. 2018年1月23日発売、ISBN 978-4-04-069629-4
8. 2018年6月23日発売、ISBN 978-4-04-069913-4
9. 2018年11月21日発売、ISBN 978-4-04-065248-1
10. 2019年6月22日発売、ISBN 978-4-04-065709-7
11. 2020年2月21日発売、ISBN 978-4-04-064380-9

Re:ゼロから始める異世界生活 第四章 聖域と強欲の魔女
『月刊コミックアライブ』（KADOKAWA）2019年11月号より連載中。作画は花鶏ハルノ、構成は相川有。
1. 2020年2月21日発売、ISBN 978-4-04-064376-2
2. 2020年6月23日発売、ISBN 978-4-04-064743-2
3. 2020年12月23日発売、ISBN 978-4-04-680034-3
4. 2021年6月23日発売、ISBN 978-4-04-680471-6
5. 2021年12月23日発売、ISBN 978-4-04-680948-3
6. 2022年6月22日発売、ISBN 978-4-04-681434-0
7. 2023年1月23日発売、ISBN 978-4-04-682062-4
8. 2023年8月22日発売、ISBN 978-4-04-682689-3
9. 2024年3月23日発売、ISBN 978-4-04-683388-4
10. 2024年10月22日発売、ISBN 978-4-04-684285-5
11. 2025年4月23日発売、ISBN 978-4-04-684845-1

Re:ゼロから始める異世界生活 第五章 水の都と英雄の詩
『アライブ+』（KADOKAWA）2024年2月19日より連載中。漫画は高瀬若弥。『月刊コミックアライブ』2024年6月号に第1話が出張掲載された。
1. 2024年9月28日発売、ISBN 978-4-04-811337-3
2. 2025年3月28日発売、ISBN 978-4-04-811429-5

剣鬼恋歌 〜Re:ゼロから始める異世界生活†真銘譚〜
『月刊コミックアライブ』（KADOKAWA）2018年11月号に予告編が掲載され、2019年1月号から2021年7月号まで連載された。作画は野崎つばた。
1. 2019年6月22日発売、ISBN 978-4-04-065762-2
2. 2020年2月21日発売、ISBN 978-4-04-064364-9
3. 2020年9月23日発売、ISBN 978-4-04-064834-7
4. 2021年7月21日発売、ISBN 978-4-04-680467-9

Re:ゼロから始める異世界生活 氷結の絆
『マンガUP!』にて2020年4月27日から2021年7月4日まで連載された。作画はツカハラミノリ。
1. 2020年9月25日発売、ISBN 978-4-7575-6854-9
2. 2021年2月5日発売、ISBN 978-4-7575-7077-1
3. 2021年8月6日発売、ISBN 978-4-7575-7405-2

Re:ゼロから始める異世界生活 公式アンソロジーコミック
1. 2016年6月30日初版第一刷発行（6月23日発売）、ISBN 978-4-04-068506-9
2. 2017年9月23日発売、ISBN 978-4-04-069438-2
3. 2018年3月23日発売ISBN 978-4-04-069751-2

### 関連書籍
- 大塚真一郎 『Re:ゼロから始める異世界生活 大塚真一郎 Art Works Re：BOX』 KADOKAWA、2017年9月23日発売[146]、ISBN 978-4-04-069289-0
- 大塚真一郎 『Re:ゼロから始める異世界生活 大塚真一郎 Art Works Re：BOX 2nd』 KADOKAWA、2021年12月24日発売[147]、ISBN 978-4-04-680747-2

## アニメ
2016年4月4日から9月19日まで、第1期がテレビ東京ほかにて放送された。
2018年10月6日にはOVA『Re:ゼロから始める異世界生活 Memory Snow』が、2019年11月8日にはOVA『Re:ゼロから始める異世界生活 氷結の絆』がそれぞれ劇場上映された。
テレビアニメ第1期の続編として第2期『Re:ゼロから始める異世界生活 2nd season』がAT-Xほかにて、前半クールが2020年7月8日から9月30日まで、後半クールが翌2021年1月6日から3月24日までそれぞれ放送された。
第3期『Re:ゼロから始める異世界生活 3rd season』の「襲撃編」が2024年10月から11月、「反撃編」が2025年2月から3月までTOKYO MXほかにて放送された。
第4期『Re:ゼロから始める異世界生活4th season』が2026年より放送予定。

## クロスオーバーアニメ
本作を含むKADOKAWA刊行の4作品（『この素晴らしい世界に祝福を!』、『オーバーロード』、『幼女戦記』）の登場人物が一堂に会し、プチキャラ化して登場するクロスオーバー作品。

## ゲーム

### 体感型ゲーム
いずれも制限時間がなく、期間中ならば翌日以降に持ち越すことが可能だった。
Re:ゼロから始める異世界生活 謎解きゲーム エミリアの徽章を取り戻せ！
ナゾメイト（ムービック・プロモートサービス）により謎制作された。2016年6月24日から同年7月3日まで行われ、エミリアの徽章が奪われてしまい次に見つけた時には質屋に売られており買い取るために質屋の主人が課す試練に挑むというシチュエーションの元、各コラボ店を回り問題を解くとクリア景品としてイベント特製クリアカードが入手できた。謎解きのみの入店も可能な無料の催しだった。周遊型の体感型ゲーム。
Re:ゼロから始める異世界生活 謎解きゲーム 迷いの街の摩訶不思議
KADOKAWAによる主催、セガエンタテインメントによる協賛で、ムービック・プロモートサービスにより謎制作された。対象店舗で問題が無料配布された『エミリアの徽章を取り戻せ！』とは異なり、セガ池袋GiGOにて参加キットが販売された。また、謎解き中にLINEアプリを使用する必要がある。2019年10月19日から同年12月15日まで行われ、いつもと違う違和感を覚える池袋で出会った、自分とは違う世界の住人らしいエミリアとパックの仲間を探し出しこのイケブクロからの脱出を目指すというシチュエーションの元、セガ池袋GiGO内を探索し手がかりを得て、手がかりをもとに街を歩き謎解きをして、最後の答えを手に入れたらキット販売場所に戻り報告するとノベルティグッズが入手できた。周遊型の体感型ゲーム。
Re:ゼロから始める異世界生活 謎ファイル
あそびファクトリーから2019年9月5日に発売された。持ち帰り型の体感型謎解きゲームグッズ。全3種。以下タイトルと謎製作団体。
- ラム＆レムver ｢天使にサプライズを」（制作：東京大学謎解き制作集団AnotherVision）
- エミリアver ｢ミステリー・オブ・ヒートヴィレッジ」（制作：よだかのレコード）
- バッドエンドver ｢バッドエンドレスQ」（制作：ideaL）

### コンシューマーゲーム
Re:ゼロから始める異世界生活 -DEATH OR KISS-
2017年3月30日に5pb.より発売された。対応機種はPlayStation VitaとPlayStation 4、ジャンルはアドベンチャー。
ファミ通の40点満点のクロスレビューでは30点のシルバー殿堂という評価だった。
主題歌
オープニングテーマ「yell!〜くちびるからはじまる魔法〜」
作詞 - 橋本みゆき / 作曲 - milktub / 編曲 - 宮崎京一 / 歌 - 鈴木このみ
エンディングテーマ「ダイ・ダイ・ダイスキ」
作詞 - ミズノゲンキ / 作曲・編曲 - 川島弘光 / 歌 - レム（水瀬いのり）・ラム（村川梨衣）
VRでエミリアと異世界生活 / VRでレムと異世界生活
2018年5月25日にGugenka®より各々発売された。対応機種はPlayStation VR、ジャンルはVRデジタルグッズ。元はスマートフォンアプリで、各キャラクターごとの膝枕編、添寝編と別々だったものを統合し、1つのソフトウェアとしてプレイ可能にした。アプリ版、PSVR版ともに現在サービス終了しているが、Steam版はサービス継続中。
Re:ゼロから始める異世界生活 偽りの王選候補
2021年1月28日にスパイク・チュンソフトより発売された。対応機種はPlayStation 4、Nintendo Switch、PC（Steam）。ジャンルはタクティカルアドベンチャー。
ファミ通の40点満点のクロスレビューでは32点のゴールド殿堂という評価だった。

### スマートフォンゲーム
VRでレムと異世界生活 -添寝編- / -膝枕編-
2017年5月26日にGugenka®から各々発売。ジャンルはVRデジタルグッズ。
VRでエミリアと異世界生活 -添寝編- / -膝枕編-
2017年6月9日にGugenka®から各々発売。ジャンルはVRデジタルグッズ。
Re:ゼロから始める異世界生活 リゼロパズルコレクション
2017年9月22日にシュタインズより配信。ジャンルはパズルゲーム。基本プレイ無料・アイテム課金制。略称は「リゼパズ」。
Re:ゼロから始める異世界生活-infinity-（中: Re:从零开始的异世界生活-infinity-）
2020年1月14日に中国で爱奇艺游戏より配信開始。ジャンルはコマンドバトルRPG。基本プレイ無料・アイテム課金制。略称は「リゼフィニ」。
日本では2022年10月13日にLevel Infiniteより配信開始され、2024年1月16日をもってサービスを終了。
Re:ゼロから始める異世界生活 Lost in Memories
セガより2020年9月9日サービス開始。ジャンルはADV-RPG。原作者の長月達平監修により、原作の追体験、および「もしも」のストーリーが進行する。基本プレイ無料・アイテム課金制。略称は「リゼロス」。
2023年5月12日をもってサービスを終了。
Re:ゼロから始める異世界生活 Witch’s Re:surrection
KADOKAWAより2024年8月26日サービス開始。ジャンルは3DRPG。基本プレイ無料・アイテム課金制。略称は「リゼウィチ」。
原作10周年記念タイトル。2025年5月30日をもってサービスを終了。

### ブラウザゲーム
Re:ゼロから始める異世界生活 禁書と謎の精霊
2021年7月14日にDMM GAMESより配信開始された。ジャンルはRPG。原作者の長月達平監修だが、小説やアニメとは異なるオリジナルストーリーが展開される。2022年7月14日をもってサービスを終了。
主題歌
「Crossroads」
作詞：ミズノゲンキ / 作編曲：fu_mou

### ボードゲーム
TRicK GEAR -Re:ゼロから始まる異世界生活-
2021年2月上旬に発売された。オズプランニングの「ヴァノスギア」を元に、日本卓上開発にて再構築したゲームで、ゲームキットの他にトランプを使用する能力バトルロワイアルゲーム。

## パチンコ・パチスロ
2023年までのものは全て大都技研が販売。2024年発売のものはパオン・ディーピーが販売。
パチスロ
- Re:ゼロから始める異世界生活（2019年3月）[170][171]
- Re:ゼロから始める異世界生活 Apex Vacation（2021年11月）[172]
- スロット Re:ゼロから始める異世界生活 season2（2024年10月）[173]

パチンコ
- P Re:ゼロから始める異世界生活 M06（2021年1月）[174]
- P Re:ゼロから始める異世界生活 鬼がかりver.（2022年1月）[175]
- e Re:ゼロから始める異世界生活 season2（2023年11月）[176]

## コラボレーション

### 飲食店とのコラボレーション
ゴーゴーカレー
2016年6月24日から同年7月3日まで、秋葉原の各店舗限定でクリアファイルが贈呈されるほか、秋葉原中央通店では看板が本作仕様に変更される。2016年7月15日から同年7月31日まで、コラボ第2弾としてコラボカレーを注文すると、書き下ろしクリアファイルが贈呈された。また、第1弾期間中に配布されていた特製チラシを持って注文すると、先着でオリジナルスプーンが贈呈された。
パセラ
2016年6月24日から同年7月24日まで、本作とのコラボメニューが提供されるほか、コラボメニューを1品注文するごとにコースターが贈呈される。2016年7月25日から同年8月14日まで、コラボ第2弾として、コラボメニューを一品注文するごとに缶バッジが贈呈された。
キュアメイドカフェ
2016年6月24日から同年7月3日まで、本作とのコラボメニューが提供されるほか、コラボメニューを1品注文するごとにポストカードが贈呈される。また、2回目・3回目の来客者は「死に戻り」にちなんで「食べ戻り」と称した進化メニューを注文できる。その後も、以前と異なるメニューと特典で何度かコラボしている。
melcafe
2016年10月15日から10月30日まで、本作とのコラボメニューが提供されるほか、クリアファイルとポストカードといったノベルティ付き（絵柄はランダム）メニューが販売されたり、来場者全員にコースターが贈呈された。
スイーツパラダイス
2016年11月1日から同年11月13日まで、本作とのコラボメニューが提供されるほか、ペーパーランチョンやコースターが贈呈された。
nicocafe
2016年11月23日から12月7日まで、本作とのコラボメニューが提供されるほか、ランチョンマットが贈呈された。ダッシュカフェとの連動コラボも行った。
アニメプラザ秋葉原店
2016年12月29日から2017年1月29日まで、秋葉原店4Fにてコラボカフェが催され、本作とのコラボメニューが提供されるほか、コラボメニューを注文するごとに、コースターやランチョンマットが贈呈された。
ツリービレッジ
2017年11月1日から11月30日まで、東京ソラマチ®内にあるテレビ局公式ショップのツリービレッジでコラボカフェが開催され、本作とのコラボメニューが提供されるほか、コラボメニューを注文するごとにコースターが贈呈された。
セガコラボカフェ
2018年1月27日から3月11日まで、セガ秋葉原2号館内でコラボカフェが開催され、本作とのコラボメニューが提供されるほか、コラボメニューを注文するごとにコースターが贈呈された。
EJアニメシアター新宿
2019年11月8日から12月1日まで、EJアニメシアター新宿の5Fでコラボカフェが開催され、本作とのコラボメニューが提供されるほか、コラボメニューを注文するごとにオリジナルクリアシートが贈呈された。
エンターテインメントカフェ
2020年10月9日から2021年1月11日まで、成田アニメデッキ内にあるエンターテインメントカフェでコラボカフェが開催され、本作とのコラボメニューが提供されるほか、ランチョンマットやコースターが贈呈された。
cookpadLive cafe
2021年1月22日から2月14日まで、心斎橋PARCO5階にあるcookpadLive cafeでコラボカフェが開催され、本作とのコラボメニューが提供されるほか、コラボメニューを注文するごとにステッカーヤポストカードが贈呈された。
お好み焼 道とん堀
2021年4月1日から4月30日まで、本作とのコラボメニューが提供されるほか、コラボメニューを注文するごとにクリアファイルが贈呈された。
カラオケの鉄人
2021年11月1日から12月5日まで、本作とのコラボドリンクが提供されるほか、コラボメニューを注文するごとにカードが贈呈された。

### ゲームとのコラボレーション
本作のキャラクターや衣装、イラスト、カバー楽曲などでのコラボの他、ストーリー性のあるイベントもあったり、長月達平による書き下ろしシナリオが提供されたゲームもあった。
| - 幻想神域 -Cross to Fate-（2016年） - 乖離性ミリオンアーサー（2016年・2017年・2018年） - SEVENTH DARK（2016年） - ディバインゲート（2016年・2017年） - メイプルストーリー（2016年 - テイルズウィーバー（2016年） - ウチの姫さまがいちばんカワイイ（2016年・2017年） - ヴァイスシュヴァルツ（2017年・2018年・2019年・2020年） - 【18】キミト ツナガル パズル（2017年） - ひめがみ絵巻（2017年） - ロードオブナイツ（2017年） - ユニゾンリーグ（2017年） - ラストピリオド -終わりなき螺旋の物語-（2017年・2018年・2020年） - CHUNITHM STAR（2017年） - オルタナティブガールズ（2017年・2020年） - 白猫プロジェクト（2017年・2019年） - エレメンタルストーリー（2017年） - ケリ姫スイーツ（2017年・2018年） - ゴシックは魔法乙女〜さっさと契約しなさい!〜（2017年 - グリモア〜私立グリモワール魔法学園〜（2017年） - ガールズ＆パンツァー 戦車道大作戦!（2017年） - ＃コンパス 戦闘摂理解析システム（2017年・2019年・2020年・2021年） - ドラゴンポーカー（2018年・2019年・2021年） - 戦国アスカZERO（2018年） - 黒騎士と白の魔王（2018年） - オルタンシア・サーガ -蒼の騎士団-（2018年） - ドラゴンズドグマ オンライン（2018年） - サモンズボード（2018年・2019年・2021年） - ファンタシースターオンライン2（2018年） - マビノギ（2018年） - オーディナルストラータ（2018年） - 白猫テニス（2018年・2020年） - 天空のクラフトフリート（2018年） - クラッシュフィーバー（2018年・2020年・2021年） - ドラゴンエッグ（2018年・2020年） | - ファントム オブ キル（2018年・2019年） - かんぱにガールズ（2018年） - バクレツモンスター（2018年） - クルセイダークエスト（2019年） - アラド戦記（2019年） - トーラムオンライン（2019年・2021年） - メイプルストーリーM（2019年） - プリンセスコネクト!Re:Dive（2019年・2020年） - Shadowverse（2019年） - FAITH（2019年） - 剣と魔法のログレス いにしえの女神（2019年） - SINoALICE -シノアリス-（2019年） - バンドリ! ガールズバンドパーティ!（2019年） - 城とドラゴン（2019年・2021年） - OVERHIT（2019年） - ポコロンダンジョンズ（2019年）・2020年・2021年） - MASS FOR THE DEAD（2020年・2021年） - グラフィティスマッシュ（2020年） - 大熱闘 ドラゴンスマッシュ（2020年） - 社長、バトルの時間です!（2020年） - 共闘ことばRPG コトダマン（2020年） - BLADE XLORD（2020年） - 逆転オセロニア（2020年） - グランドサマナーズ（2020年） - 誰ガ為のアルケミスト（2020年） - ラストクラウディア（2020年） - この素晴らしい世界に祝福を! ファンタスティックデイズ（2020年・2023年） - ワールドフリッパー（2021年・2022年） - 魔界戦記ディスガイアRPG（2021年） - 七つの大罪 ～光と闇の交戦～（2021年） - Reバース for you（2021年） - Epic Seven（2021年） - ぷよぷよ!!クエスト（2021年） - モンスターストライク（2021年・2022年） - 勝利の女神:NIKKE（2024年） - 妖怪ウォッチ ぷにぷに（2024年） |

### グッズストアとのコラボレーション
ダッシュストア
2016年11月22日から12月4日まで、本作の限定グッズが販売されたり、アフレコ台本や場面写、描き下ろしイラスト使用のキャラクターパネル展示などや、nicocafeとの連動コラボも行った。

### 他作品とのコラボレーション
この素晴らしい世界に祝福を!
コミックキューン2017年2月号増刊にて、『この素晴らしい世界に祝福を!×Re:ゼロから始める異世界生活 スペシャルコラボブック Re:ゼロから始めるこのすば生活』が発売。
無職転生 〜異世界行ったら本気だす〜
「無職転生 〜異世界行ったら本気だす〜」コミック9巻にコラボ小説とコラボマンガが収録された。
僕の心のヤバイやつ
桜井のりお原作によるテレビアニメ『僕の心のヤバイやつ』（以下、「僕ヤバ」）において、主人公の市川京太郎（以下、「市川」）が本作のキャラクター・レムのことが好きで、レムをLINEのアイコンにしている描写があることが縁で2024年にコラボ企画が実施された。企画では、レムと『僕ヤバ』のヒロイン・山田杏奈（以下、「山田」）が互いの衣装を交換したコラボイラストや、レム、市川、山田が共演したコラボミニドラマが公開された。また、コラボに際して、レム役の水瀬いのり、市川役の堀江瞬、山田役の羊宮妃那によるキャストコメントが発表された。

### プリペイドカードとのコラボレーション
ドコモ口座Visaプリペイド
2017年4月14日から2017年7月14日まで、本作とのコラボデザインカードが提供されカードとのコラボムービーが利用者が視聴できた。

### スマートフォンアプリとのコラボレーション
HoloModels™
好きな場所に3DCGで描かれたARフィギュアを飾れるiOS用スマートフォンアプリ「HoloModels™」で、2018年4月18日にレム、2018年6月5日にエミリアが発売された。
カスタムキャスト
2019年4月12日から7月31日までコラボレーション衣装「Re:ゼロコラボ・レム＆ラムセット」が販売された。
ピグパーティ
2020年より度々、期間限定でコラボアバター衣装やコラボエリアが実施されている。
Simeji
2020年3月2日から2020年4月30日、2020年8月3日から2020年8月31日、2021年1月5日から2月4日、2021年12月15日から12月21日まで『ピグパーティ』をダウンロードすると本作とのコラボきせかえデザインのダウンロードが可能だった。

### 食品広告とのコラボレーション
合味道（中国版カップヌードル）
2018年9月21日からコラボレーションを行い、期間限定パッケージやアニメCMを放送した。

### 交通事業者とのコラボレーション
京都丹後鉄道
OVA第1弾の劇場上映記念として、ラッピング列車の運行・企画記念乗車券発売を2018年11月15日から2019年5月の期間に行った。

### テーマパークとのコラボレーション
富士急ハイランド
2020年11月3日から12月13日まで、本作との園内放送やアトラクションのアナウンスが各キャラクターのコラボバージョンに切り替わり、コラボフードやオリジナルグッズ、アドベンチャーARラリーを実施。